# Kommunalwahlen in Deutschland 2020/2023
Die Kommunalwahlen in Deutschland von 2020 bis 2023 fanden in 7 Bundesländern (Bayern, Berlin, Bremen, Hessen, Niedersachsen, Nordrhein-Westfalen und Schleswig-Holstein) statt.
Die Wahlen fanden an folgenden Terminen statt:
- in Bayern: am 15. März 2020;
- in Nordrhein-Westfalen: am 13. September 2020;
- in Hessen: am 14. März 2021;
- in Niedersachsen: am 12. September 2021;
- in Berlin: am 26. September 2021;
- in Schleswig-Holstein: am 14. Mai 2023;
- in Bremen: am 14. Mai 2023.

## Landeshaupt- und Großstädten
| Land                | Stadt               | Status           | Einwohner |
| ------------------- | ------------------- | ---------------- | --------- |
| Bayern              | München             | Landeshauptstadt |           |
| Bayern              | Nürnberg            | Kreisfreie Stadt |           |
| Bayern              | Augsburg            | Kreisfreie Stadt |           |
| Bayern              | Regensburg          | Kreisfreie Stadt |           |
| Bayern              | Ingolstadt          | Kreisfreie Stadt |           |
| Bayern              | Fürth               | Kreisfreie Stadt |           |
| Bayern              | Würzburg            | Kreisfreie Stadt |           |
| Bayern              | Erlangen            | Kreisfreie Stadt |           |
| Nordrhein-Westfalen | Düsseldorf          | Landeshauptstadt |           |
| Nordrhein-Westfalen | Dortmund            | Kreisfreie Stadt |           |
| Nordrhein-Westfalen | Essen               | Kreisfreie Stadt |           |
| Nordrhein-Westfalen | Duisburg            | Kreisfreie Stadt |           |
| Nordrhein-Westfalen | Bochum              | Kreisfreie Stadt |           |
| Nordrhein-Westfalen | Wuppertal           | Kreisfreie Stadt |           |
| Nordrhein-Westfalen | Bielefeld           | Kreisfreie Stadt |           |
| Nordrhein-Westfalen | Bonn                | Kreisfreie Stadt |           |
| Nordrhein-Westfalen | Münster             | Kreisfreie Stadt |           |
| Nordrhein-Westfalen | Mönchengladbach     | Kreisfreie Stadt |           |
| Nordrhein-Westfalen | Gelsenkirchen       | Kreisfreie Stadt |           |
| Nordrhein-Westfalen | Aachen              | Kreisfreie Stadt |           |
| Nordrhein-Westfalen | Krefeld             | Kreisfreie Stadt |           |
| Nordrhein-Westfalen | Oberhausen          | Kreisfreie Stadt |           |
| Nordrhein-Westfalen | Hagen               | Kreisfreie Stadt |           |
| Nordrhein-Westfalen | Hamm                | Kreisfreie Stadt |           |
| Nordrhein-Westfalen | Mülheim an der Ruhr | Kreisfreie Stadt |           |
| Nordrhein-Westfalen | Leverkusen          | Kreisfreie Stadt |           |
| Nordrhein-Westfalen | Solingen            | Kreisfreie Stadt |           |
| Nordrhein-Westfalen | Herne               | Kreisfreie Stadt |           |
| Nordrhein-Westfalen | Neuss               | Kreisstadt       |           |
| Nordrhein-Westfalen | Paderborn           | Kreisstadt       |           |
| Nordrhein-Westfalen | Bottrop             | Kreisfreie Stadt |           |
| Nordrhein-Westfalen | Bergisch Gladbach   | Kreisstadt       |           |
| Nordrhein-Westfalen | Recklinghausen      | Kreisstadt       |           |
| Nordrhein-Westfalen | Remscheid           | Kreisfreie Stadt |           |
| Nordrhein-Westfalen | Moers               | Stadt            |           |
| Nordrhein-Westfalen | Siegen              | Kreisstadt       |           |
| Nordrhein-Westfalen | Gütersloh           | Kreisstadt       |           |
| Hessen              | Wiesbaden           | Landeshauptstadt |           |
| Hessen              | Frankfurt am Main   | Kreisfreie Stadt |           |
| Hessen              | Kassel              | Kreisfreie Stadt |           |
| Hessen              | Darmstadt           | Kreisfreie Stadt |           |
| Hessen              | Offenbach am Main   | Kreisfreie Stadt |           |
| Niedersachsen       | Hannover            | Landeshauptstadt |           |
| Niedersachsen       | Braunschweig        | Kreisfreie Stadt |           |
| Niedersachsen       | Oldenburg (Oldb)    | Kreisfreie Stadt |           |
| Niedersachsen       | Osnabrück           | Kreisfreie Stadt |           |
| Niedersachsen       | Wolfsburg           | Kreisfreie Stadt |           |
| Niedersachsen       | Göttingen           | Kreisstadt       |           |
| Niedersachsen       | Salzgitter          | Kreisfreie Stadt |           |
| Niedersachsen       | Hildesheim          | Kreisstadt       |           |
| Schleswig-Holstein  | Kiel                | Landeshauptstadt |           |
| Schleswig-Holstein  | Lübeck              | Kreisfreie Stadt |           |

## Gemeinderatswahlen in den Landeshauptstädten

### München
| Listen                                                                                                 | Listen                                                      | Stimmen    | %    | Mandate |
| --- | ----------------------------------------------------------- | ---------- | ---- | ------- |
| | Bündnis 90/Die Grünen (GRÜNE)                               | 11.762.516 | 29,1 | 23      |
| | Christlich-Soziale Union in Bayern (CSU)                    | 9.986.014  | 24,7 | 20      |
| | Sozialdemokratische Partei Deutschlands (SPD)               | 8.884.562  | 22,0 | 18      |
| | Ökologisch-Demokratische Partei (ÖDP)                       | 1.598.539  | 4,0  | 3       |
| | Alternative für Deutschland (AfD)                           | 1.559.476  | 3,9  | 3       |
| | Freie Demokratische Partei (FDP)                            | 1.420.194  | 3,5  | 3       |
| | Die Linke (DIE LINKE)                                       | 1.319.464  | 3,3  | 3       |
| | Freie Wähler (FREIE WÄHLER)                                 | 1.008.400  | 2,5  | 2       |
| | Volt Deutschland (Volt)                                     | 732.853    | 1,8  | 1       |
| | Die PARTEI                                                  | 528.949    | 1,3  | 1       |
| | Rosa Liste München                                          | 396.324    | 1,0  | 1       |
| | München-Liste                                               | 339.705    | 0,8  | 1       |
| | Bayernpartei (BP)                                           | 273.737    | 0,7  | 1       |
| | Mut (mut)                                                   | 247.679    | 0,6  | –       |
| | Freie Allianz für Innovation und Rechtsstaatlichkeit (FAIR) | 142.455    | 0,4  | –       |
| | Zusammen Bayern e.V. (ZuBa)                                 | 120.975    | 0,3  | –       |
| | Bürgerinitiative Ausländerstopp (BIA)                       | 86.358     | 0,2  | –       |
| Gesamt                                                                                                 | Gesamt                                                      | 40.408.200 | 100  | 80      |
| |                                                             |            |      |         |
| Gültige Stimmzettel                                                                                    | Gültige Stimmzettel                                         | 531.527    | –    |         |
| Ungültige Stimmzettel                                                                                  | Ungültige Stimmzettel                                       | 12.937     | 2,4  |         |
| Wähler                                                                                                 | Wähler                                                      | 544.464    | 49,0 |         |
| Wahlberechtigte                                                                                        | Wahlberechtigte                                             | 1.110.571  |      |         |
| |                                                             |            |      |         |
| Quellen: Bayerisches Landesamt für Statistik (s. 55) – Landeshauptstadt München (vorläufiges Ergebnis) |                                                             |            |      |         |

### Düsseldorf
| Listen                                                                  | Listen                                                       | Stimmen | %    | Mandate |
| ----------------------------------------------------------------------- | ------------------------------------------------------------ | ------- | ---- | ------- |
|                                                                         | Christlich Demokratische Union Deutschlands (CDU)            | 81.833  | 33,4 | 30      |
|                                                                         | Bündnis 90/Die Grünen (GRÜNE)                                | 58.881  | 24,0 | 22      |
|                                                                         | Sozialdemokratische Partei Deutschlands (SPD)                | 43.949  | 17,9 | 16      |
|                                                                         | Freie Demokratische Partei (FDP)                             | 22.453  | 9,2  | 8       |
|                                                                         | Die Linke (DIE LINKE)                                        | 9.951   | 4,1  | 4       |
|                                                                         | Alternative für Deutschland (AfD)                            | 8.776   | 3,6  | 3       |
|                                                                         | Volt Deutschland (Volt)                                      | 4.512   | 1,8  | 2       |
|                                                                         | Die PARTEI                                                   | 4.371   | 1,8  | 2       |
|                                                                         | Aktion Partei für Tierschutz (TIERSCHUTZ hier!)              | 3.437   | 1,4  | 1       |
|                                                                         | Unabhängige Wählergemeinschaft für Düsseldorf (FREIE WÄHLER) | 2.212   | 0,9  | 1       |
|                                                                         | Klimaliste Düsseldorf                                        | 2.124   | 0,9  | 1       |
|                                                                         | Piratenpartei Deutschland (PIRATEN)                          | 1.464   | 0,6  | –       |
|                                                                         | Deutsche Sportpartei (DSP)                                   | 642     | 0,3  | –       |
|                                                                         | Die Republikaner (REP)                                       | 586     | 0,2  | –       |
|                                                                         | Widerstand 2020 – Wir für Düsseldorf                         | 76      | 0,0  | –       |
|                                                                         | Einzelbewerber                                               | 4       | 0,0  | –       |
| Gesamt                                                                  | Gesamt                                                       | 245.271 | 100  | 90      |
|                                                                         |                                                              |         |      |         |
| Ungültige Stimmen                                                       | Ungültige Stimmen                                            | 2.085   | 0,8  |         |
| Wähler                                                                  | Wähler                                                       | 247.356 | 52,6 |         |
| Wahlberechtigte                                                         | Wahlberechtigte                                              | 470.511 |      |         |
|                                                                         |                                                              |         |      |         |
| Quellen: Ministerium des Innern (s. 30, 68) – Die Landeswahlleiterin NW |                                                              |         |      |         |

### Wiesbaden
| Listen                                                                                 | Listen                                            | Stimmen   | %    | Mandate |
| -------------------------------------------------------------------------------------- | ------------------------------------------------- | --------- | ---- | ------- |
|                                                                                        | Christlich Demokratische Union Deutschlands (CDU) | 1.526.427 | 23,5 | 19      |
|                                                                                        | Bündnis 90/Die Grünen (GRÜNE)                     | 1.390.846 | 21,4 | 17      |
|                                                                                        | Sozialdemokratische Partei Deutschlands (SPD)     | 1.320.540 | 20,3 | 17      |
|                                                                                        | Freie Demokratische Partei (FDP)                  | 675.048   | 10,4 | 8       |
|                                                                                        | Alternative für Deutschland (AfD)                 | 423.597   | 6,5  | 5       |
|                                                                                        | Die Linke (DIE LINKE)                             | 402.776   | 6,2  | 5       |
|                                                                                        | Volt Deutschland (Volt)                           | 246.507   | 3,8  | 3       |
|                                                                                        | Freie Wähler (FREIE WÄHLER)                       | 163.963   | 2,5  | 2       |
|                                                                                        | Initiative Pro Auto Wiesbaden (Pro Auto)          | 105.068   | 1,6  | 1       |
|                                                                                        | Bürgerliste Wiesbaden (BLW)                       | 73.288    | 1,1  | 1       |
|                                                                                        | Die PARTEI                                        | 51.398    | 0,8  | 1       |
|                                                                                        | Unabhängige Liste Wiesbaden (ULW)                 | 50.947    | 0,8  | 1       |
|                                                                                        | Bündnis für Innovation und Gerechtigkeit (BIG)    | 44.375    | 0,7  | 1       |
|                                                                                        | Liberal-Konservative Reformer (LKR)               | 25.988    | 0,4  | –       |
| Gesamt                                                                                 | Gesamt                                            | 6.500.768 | 100  | 81      |
|                                                                                        |                                                   |           |      |         |
| Gültige Stimmzettel                                                                    | Gültige Stimmzettel                               | 83.912    | –    |         |
| Ungültige Stimmzettel                                                                  | Ungültige Stimmzettel                             | 3.554     | 4,1  |         |
| Wähler                                                                                 | Wähler                                            | 87.466    | 41,8 |         |
| Wahlberechtigte                                                                        | Wahlberechtigte                                   | 209.338   |      |         |
|                                                                                        |                                                   |           |      |         |
| Quellen: Statistik Hessen – Statistische Berichte – vorläufiges Ergebnis – Stimmzettel |                                                   |           |      |         |

### Hannover
| Listen                                                                         | Listen                                            | Stimmen | %    | Mandate |
| ------------------------------------------------------------------------------ | ------------------------------------------------- | ------- | ---- | ------- |
|                                                                                | Bündnis 90/Die Grünen (GRÜNE)                     | 165.105 | 27,8 | 18      |
|                                                                                | Sozialdemokratische Partei Deutschlands (SPD)     | 164.431 | 27,7 | 18      |
|                                                                                | Christlich Demokratische Union Deutschlands (CDU) | 123.181 | 20,7 | 13      |
|                                                                                | Freie Demokratische Partei (FDP)                  | 35.917  | 6,0  | 4       |
|                                                                                | Die Linke (DIE LINKE)                             | 33.019  | 5,6  | 4       |
|                                                                                | Alternative für Deutschland (AfD)                 | 25.302  | 4,3  | 3       |
|                                                                                | Die PARTEI                                        | 13.853  | 2,3  | 1       |
|                                                                                | Volt Deutschland (Volt)                           | 10.135  | 1,7  | 1       |
|                                                                                | Piratenpartei Deutschland (PIRATEN)               | 7.089   | 1,2  | 1       |
|                                                                                | Die Hannoveraner                                  | 7.044   | 1,2  | 1       |
|                                                                                | Klimabündnis Hannover                             | 4.282   | 0,7  | –       |
|                                                                                | Freie Wähler (FREIE WÄHLER)                       | 3.126   | 0,5  | –       |
|                                                                                | Basisdemokratische Partei Deutschland (dieBasis)  | 1.981   | 0,3  | –       |
| Gesamt                                                                         | Gesamt                                            | 594.465 | 100  | 64      |
|                                                                                |                                                   |         |      |         |
| Gültige Stimmzettel                                                            | Gültige Stimmzettel                               | 201.998 | –    |         |
| Ungültige Stimmzettel                                                          | Ungültige Stimmzettel                             | 2.373   | 1,2  |         |
| Wähler                                                                         | Wähler                                            | 204.371 | 51,3 |         |
| Wahlberechtigte                                                                | Wahlberechtigte                                   | 398.328 |      |         |
|                                                                                |                                                   |         |      |         |
| Quellen: Statistik NS – Wahlleiter der Landeshauptstadt Hannover – Stimmzettel |                                                   |         |      |         |

### Kiel
| Listen                        | Listen                                             | Stimmen | %    | Mandate |
| ----------------------------- | -------------------------------------------------- | ------- | ---- | ------- |
|                               | Bündnis 90/Die Grünen (GRÜNE)                      | 23.806  | 27,1 | 14      |
|                               | Christlich Demokratische Union Deutschlands (CDU)  | 20.135  | 22,9 | 11      |
|                               | Sozialdemokratische Partei Deutschlands (SPD)      | 19.289  | 22,0 | 11      |
|                               | Südschleswigscher Wählerverband (SSW)              | 7.234   | 8,2  | 4       |
|                               | Alternative für Deutschland (AfD)                  | 5.250   | 6,0  | 3       |
|                               | Die Linke (DIE LINKE)                              | 4.257   | 4,9  | 2       |
|                               | Freie Demokratische Partei (FDP)                   | 3.957   | 4,5  | 2       |
|                               | Die PARTEI                                         | 2.427   | 2,8  | 1       |
|                               | Basisdemokratische Partei Deutschland (dieBasis)   | 1.127   | 1,3  | 1       |
|                               | Volt Deutschland (Volt)                            | 185     | 0,2  | –       |
|                               | Partei der Humanisten (Die Humanisten)             | 42      | 0,0  | –       |
|                               | Partei Mensch Umwelt Tierschutz (Tierschutzpartei) | 39      | 0,0  | –       |
| Gesamt                        | Gesamt                                             | 87.748  | 100  | 49      |
|                               |                                                    |         |      |         |
| Ungültige Stimmen             | Ungültige Stimmen                                  | 560     | 0,6  |         |
| Wähler                        | Wähler                                             | 88.308  | 46,0 |         |
| Wahlberechtigte               | Wahlberechtigte                                    | 192.104 |      |         |
|                               |                                                    |         |      |         |
| Quelle: Statistischer Bericht |                                                    |         |      |         |

## Gemeinderatswahlen in den anderen Gemeinden mit mehr als 100.000 Einwohnern

### Bayern

#### Nürnberg
| Listen                                                                       | Listen                                        | Stimmen    | %    | Mandate |
| ---------------------------------------------------------------------------- | --------------------------------------------- | ---------- | ---- | ------- |
|                                                                              | Christlich-Soziale Union in Bayern (CSU)      | 3.584.755  | 31,3 | 22      |
|                                                                              | Sozialdemokratische Partei Deutschlands (SPD) | 2.943.118  | 25,7 | 18      |
|                                                                              | Bündnis 90/Die Grünen (GRÜNE)                 | 2.283.958  | 20,0 | 14      |
|                                                                              | Alternative für Deutschland (AfD)             | 650.369    | 5,7  | 4       |
|                                                                              | Die Linke (DIE LINKE)                         | 449.450    | 3,9  | 3       |
|                                                                              | Freie Wähler (FREIE WÄHLER)                   | 324.475    | 2,8  | 2       |
|                                                                              | Ökologisch-Demokratische Partei (ÖDP)         | 265.069    | 2,3  | 2       |
|                                                                              | Freie Demokratische Partei (FDP)              | 241.329    | 2,1  | 1       |
|                                                                              | Die PARTEI / Piratenpartei Deutschland        | 194.693    | 1,7  | 1       |
|                                                                              | Politbande                                    | 190.710    | 1,7  | 1       |
|                                                                              | Linke Liste Nürnberg                          | 151.992    | 1,3  | 1       |
|                                                                              | Die Guten                                     | 95.845     | 0,8  | 1       |
|                                                                              | Bürgerinitiative Ausländerstopp (BIA)         | 62.374     | 0,5  | –       |
| Gesamt                                                                       | Gesamt                                        | 11.438.137 | 100  | 70      |
|                                                                              |                                               |            |      |         |
| Gültige Stimmzettel                                                          | Gültige Stimmzettel                           | 178.998    | –    |         |
| Ungültige Stimmzettel                                                        | Ungültige Stimmzettel                         | 4.125      | 2,3  |         |
| Wähler                                                                       | Wähler                                        | 183.123    | 47,0 |         |
| Wahlberechtigte                                                              | Wahlberechtigte                               | 389.547    |      |         |
|                                                                              |                                               |            |      |         |
| Quellen: Bayerisches Landesamt für Statistik (s. 107) – vorläufiges Ergebnis |                                               |            |      |         |

#### Augsburg
| Listen                                                                               | Listen                                              | Stimmen   | %    | Mandate |
| ------------------------------------------------------------------------------------ | --------------------------------------------------- | --------- | ---- | ------- |
|                                                                                      | Christlich-Soziale Union in Bayern (CSU)            | 1.653.781 | 32,3 | 20      |
|                                                                                      | Bündnis 90/Die Grünen (GRÜNE)                       | 1.198.090 | 23,4 | 14      |
|                                                                                      | Sozialdemokratische Partei Deutschlands (SPD)       | 734.066   | 14,3 | 9       |
|                                                                                      | Alternative für Deutschland (AfD)                   | 337.834   | 6,6  | 4       |
|                                                                                      | Freie Wähler (FREIE WÄHLER)                         | 230.952   | 4,5  | 3       |
|                                                                                      | Die Linke (DIE LINKE)                               | 189.034   | 3,7  | 2       |
|                                                                                      | Freie Demokratische Partei (FDP)                    | 117.201   | 2,3  | 1       |
|                                                                                      | Ökologisch-Demokratische Partei (ÖDP)               | 114.119   | 2,2  | 1       |
|                                                                                      | Generation AUX                                      | 108.956   | 2,1  | 1       |
|                                                                                      | Augsburg in Bürgerhand                              | 96.690    | 1,9  | 1       |
|                                                                                      | Pro Augsburg                                        | 94.346    | 1,8  | 1       |
|                                                                                      | Wir sind Augsburg (WSA)                             | 77.189    | 1,5  | 1       |
|                                                                                      | Die PARTEI                                          | 76.557    | 1,5  | 1       |
|                                                                                      | V-Partei³                                           | 69.643    | 1,4  | 1       |
|                                                                                      | Polit-WG e.V./Demokratie in Bewegung (Polit-WG/DiB) | 29.149    | 0,6  | –       |
| Gesamt                                                                               | Gesamt                                              | 5.127.607 | 100  | 60      |
|                                                                                      |                                                     |           |      |         |
| Gültige Stimmzettel                                                                  | Gültige Stimmzettel                                 | 94.934    | –    |         |
| Ungültige Stimmzettel                                                                | Ungültige Stimmzettel                               | 2.079     | 2,1  |         |
| Wähler                                                                               | Wähler                                              | 97.013    | 45,3 |         |
| Wahlberechtigte                                                                      | Wahlberechtigte                                     | 214.110   |      |         |
|                                                                                      |                                                     |           |      |         |
| Quellen: Bayerisches Landesamt für Statistik (s. 123) – Stadt Augsburg – Stimmzettel |                                                     |           |      |         |

#### Regensburg
| Listen                                                                 | Listen                                        | Stimmen   | %    | Mandate |
| ---------------------------------------------------------------------- | --------------------------------------------- | --------- | ---- | ------- |
|                                                                        | Christlich-Soziale Union in Bayern (CSU)      | 706.299   | 25,7 | 13      |
|                                                                        | Bündnis 90/Die Grünen (GRÜNE)                 | 596.555   | 21,7 | 11      |
|                                                                        | Brücke – Ideen verbinden Menschen (BRÜCKE)    | 339.567   | 12,3 | 6       |
|                                                                        | Sozialdemokratische Partei Deutschlands (SPD) | 335.877   | 12,2 | 6       |
|                                                                        | Ökologisch-Demokratische Partei (ÖDP)         | 196.900   | 7,2  | 3       |
|                                                                        | Freie Wähler (FREIE WÄHLER)                   | 162.385   | 5,9  | 3       |
|                                                                        | Alternative für Deutschland (AfD)             | 122.239   | 4,4  | 2       |
|                                                                        | Freie Demokratische Partei (FDP)              | 91.331    | 3,3  | 2       |
|                                                                        | Die Linke (DIE LINKE)                         | 81.438    | 3,0  | 1       |
|                                                                        | Die PARTEI                                    | 50.677    | 1,8  | 1       |
|                                                                        | Christlich-Soziale Bürger (CSB)               | 36.126    | 1,3  | 1       |
|                                                                        | Ribisl-Partie e.V.                            | 30.279    | 1,1  | 1       |
| Gesamt                                                                 | Gesamt                                        | 2.749.673 | 100  | 50      |
|                                                                        |                                               |           |      |         |
| Gültige Stimmzettel                                                    | Gültige Stimmzettel                           | 58.956    | –    |         |
| Ungültige Stimmzettel                                                  | Ungültige Stimmzettel                         | 1.697     | 2,8  |         |
| Wähler                                                                 | Wähler                                        | 60.653    | 52,5 |         |
| Wahlberechtigte                                                        | Wahlberechtigte                               | 115.502   |      |         |
|                                                                        |                                               |           |      |         |
| Quellen: Bayerisches Landesamt für Statistik (s. 85) – Stadtwahlleiter |                                               |           |      |         |

#### Ingolstadt
| Listen                                                                  | Listen                                        | Stimmen   | %    | Mandate |
| ----------------------------------------------------------------------- | --------------------------------------------- | --------- | ---- | ------- |
|                                                                         | Christlich-Soziale Union in Bayern (CSU)      | 546.260   | 26,8 | 13      |
|                                                                         | Sozialdemokratische Partei Deutschlands (SPD) | 356.432   | 17,5 | 9       |
|                                                                         | Bündnis 90/Die Grünen (GRÜNE)                 | 310.736   | 15,2 | 8       |
|                                                                         | Freie Wähler (FREIE WÄHLER)                   | 160.734   | 7,9  | 4       |
|                                                                         | Alternative für Deutschland (AfD)             | 155.453   | 7,6  | 4       |
|                                                                         | Bürgergemeinschaft Ingolstadt (BGI)           | 98.000    | 4,8  | 2       |
|                                                                         | Unabhängige Demokraten Ingolstadts e.V. (UDI) | 93.789    | 4,6  | 2       |
|                                                                         | Die Linke (DIE LINKE)                         | 90.090    | 4,4  | 2       |
|                                                                         | Ökologisch-Demokratische Partei (ÖDP)         | 83.890    | 4,1  | 2       |
|                                                                         | Freie Demokratische Partei (FDP)              | 72.150    | 3,5  | 2       |
|                                                                         | Junge Union Bayern (JU)                       | 71.957    | 3,5  | 2       |
| Gesamt                                                                  | Gesamt                                        | 2.039.491 | 100  | 50      |
|                                                                         |                                               |           |      |         |
| Gültige Stimmzettel                                                     | Gültige Stimmzettel                           | 44.916    | –    |         |
| Ungültige Stimmzettel                                                   | Ungültige Stimmzettel                         | 1.343     | 2,9  |         |
| Wähler                                                                  | Wähler                                        | 46.259    | 45,8 |         |
| Wahlberechtigte                                                         | Wahlberechtigte                               | 101.101   |      |         |
|                                                                         |                                               |           |      |         |
| Quellen: Bayerisches Landesamt für Statistik (s. 54) – Stadt Ingolstadt |                                               |           |      |         |

#### Fürth
| Listen                                                | Listen                                        | Stimmen   | %    | Mandate |
| ----------------------------------------------------- | --------------------------------------------- | --------- | ---- | ------- |
|                                                       | Sozialdemokratische Partei Deutschlands (SPD) | 883.937   | 42,7 | 22      |
|                                                       | Bündnis 90/Die Grünen (GRÜNE)                 | 413.494   | 20,0 | 10      |
|                                                       | Christlich-Soziale Union in Bayern (CSU)      | 387.028   | 18,7 | 9       |
|                                                       | Die Linke (DIE LINKE)                         | 126.872   | 6,1  | 3       |
|                                                       | Alternative für Deutschland (AfD)             | 121.933   | 5,9  | 3       |
|                                                       | Freie Wähler (FREIE WÄHLER)                   | 85.404    | 4,1  | 2       |
|                                                       | Freie Demokratische Partei (FDP)              | 52.612    | 2,5  | 1       |
| Gesamt                                                | Gesamt                                        | 2.071.280 | 100  | 50      |
|                                                       |                                               |           |      |         |
| Gültige Stimmzettel                                   | Gültige Stimmzettel                           | 46.856    | –    |         |
| Ungültige Stimmzettel                                 | Ungültige Stimmzettel                         | 930       | 1,9  |         |
| Wähler                                                | Wähler                                        | 47.786    | 48,5 |         |
| Wahlberechtigte                                       | Wahlberechtigte                               | 98.567    |      |         |
|                                                       |                                               |           |      |         |
| Quellen: Bayerisches Landesamt für Statistik (s. 106) |                                               |           |      |         |

#### Würzburg
| Listen                                                                 | Listen                                                                   | Stimmen   | %    | Mandate |
| ---------------------------------------------------------------------- | ------------------------------------------------------------------------ | --------- | ---- | ------- |
|                                                                        | Bündnis 90/Die Grünen (GRÜNE)                                            | 803.815   | 32,5 | 16      |
|                                                                        | Christlich-Soziale Union in Bayern (CSU)                                 | 723.965   | 29,2 | 14      |
|                                                                        | Sozialdemokratische Partei Deutschlands (SPD)                            | 228.207   | 9,2  | 4       |
|                                                                        | Freie Wähler – Freie Wählergemeinschaft Würzburg e.V. (FREIE WÄHLER/FWG) | 152.964   | 6,2  | 3       |
|                                                                        | Die Linke (DIE LINKE)                                                    | 130.182   | 5,3  | 3       |
|                                                                        | Ökologisch-Demokratische Partei (ÖDP)                                    | 95.497    | 3,9  | 2       |
|                                                                        | Alternative für Deutschland (AfD)                                        | 94.806    | 3,8  | 2       |
|                                                                        | Freie Demokratische Partei (FDP)                                         | 85.980    | 3,5  | 2       |
|                                                                        | Würzburger Liste e.V. (WL)                                               | 84.685    | 3,4  | 2       |
|                                                                        | Bürgerforum Würzburg                                                     | 39.698    | 1,6  | 1       |
|                                                                        | Zukunft für Würzburg (ZfW)                                               | 35.300    | 1,4  | 1       |
| Gesamt                                                                 | Gesamt                                                                   | 2.475.099 | 100  | 50      |
|                                                                        |                                                                          |           |      |         |
| Gültige Stimmzettel                                                    | Gültige Stimmzettel                                                      | 53.621    | –    |         |
| Ungültige Stimmzettel                                                  | Ungültige Stimmzettel                                                    | 1.420     | 2,6  |         |
| Wähler                                                                 | Wähler                                                                   | 55.041    | 53,6 |         |
| Wahlberechtigte                                                        | Wahlberechtigte                                                          | 102.743   |      |         |
|                                                                        |                                                                          |           |      |         |
| Quellen: Bayerisches Landesamt für Statistik (s. 115) – Stadt Würzburg |                                                                          |           |      |         |

#### Erlangen
| Listen                                                                 | Listen                                                | Stimmen   | %    | Mandate |
| ---------------------------------------------------------------------- | ----------------------------------------------------- | --------- | ---- | ------- |
|                                                                        | Christlich-Soziale Union in Bayern (CSU)              | 653.213   | 30,3 | 15      |
|                                                                        | Bündnis 90/Die Grünen/Grüne Liste (GRÜNE/Grüne Liste) | 482.542   | 22,4 | 11      |
|                                                                        | Sozialdemokratische Partei Deutschlands (SPD)         | 469.139   | 21,7 | 11      |
|                                                                        | Ökologisch-Demokratische Partei (ÖDP)                 | 123.279   | 5,7  | 3       |
|                                                                        | Freie Demokratische Partei (FDP)                      | 98.818    | 4,6  | 2       |
|                                                                        | Freie Wähler (FREIE WÄHLER)                           | 85.211    | 3,9  | 2       |
|                                                                        | Klimaliste Erlangen (Klimaliste)                      | 84.500    | 3,9  | 2       |
|                                                                        | Erlanger Linke                                        | 81.672    | 3,8  | 2       |
|                                                                        | Alternative für Deutschland (AfD)                     | 79.170    | 3,7  | 2       |
| Gesamt                                                                 | Gesamt                                                | 2.157.544 | 100  | 50      |
|                                                                        |                                                       |           |      |         |
| Gültige Stimmzettel                                                    | Gültige Stimmzettel                                   | 46.989    | –    |         |
| Ungültige Stimmzettel                                                  | Ungültige Stimmzettel                                 | 944       | 2,0  |         |
| Wähler                                                                 | Wähler                                                | 47.933    | 57,7 |         |
| Wahlberechtigte                                                        | Wahlberechtigte                                       | 83.064    |      |         |
|                                                                        |                                                       |           |      |         |
| Quellen: Bayerisches Landesamt für Statistik (s. 105) – Stadt Erlangen |                                                       |           |      |         |

### Nordrhein-Westfalen

#### Dortmund
| Listen                                                                                   | Listen                                                                                             | Stimmen | %    | Mandate |
| ---------------------------------------------------------------------------------------- | -------------------------------------------------------------------------------------------------- | ------- | ---- | ------- |
|                                                                                          | Sozialdemokratische Partei Deutschlands (SPD)                                                      | 63.096  | 30,0 | 27      |
|                                                                                          | Bündnis 90/Die Grünen (GRÜNE)                                                                      | 52.241  | 24,8 | 22      |
|                                                                                          | Christlich Demokratische Union Deutschlands (CDU)                                                  | 47.405  | 22,5 | 20      |
|                                                                                          | Die Linke (DIE LINKE)                                                                              | 11.825  | 5,6  | 4       |
|                                                                                          | Alternative für Deutschland (AfD)                                                                  | 11.547  | 5,5  | 4       |
|                                                                                          | Freie Demokratische Partei (FDP)                                                                   | 7.345   | 3,5  | 3       |
|                                                                                          | Die PARTEI                                                                                         | 5.851   | 2,8  | 3       |
|                                                                                          | Die Rechte – Partei für Volksabstimmung, Souveränität und Heimatschutz (Die Rechte)                | 2.369   | 1,1  | 1       |
|                                                                                          | Partei Mensch Umwelt Tierschutz (Tierschutzpartei)                                                 | 1.995   | 0,9  | –       |
|                                                                                          | Piratenpartei Deutschland (PIRATEN)                                                                | 1.848   | 0,9  | 1       |
|                                                                                          | Bündnis für Vielfalt und Toleranz (BVT)                                                            | 1.737   | 0,8  | 1       |
|                                                                                          | Bürgerliste – Freie Wähler für Dortmund e.V. (BÜRGERLISTE)                                         | 1.359   | 0,6  | 1       |
|                                                                                          | FBI Dortmund – Freie Bürger Initiative (FBI)                                                       | 1.087   | 0,5  | –       |
|                                                                                          | Partei für Vielfalt, Zusammenarbeit und Gemeinwohl / Basisdemokratie jetzt (Basisdemokratie jetzt) | 560     | 0,3  | –       |
|                                                                                          | Partei Digital Oekologisch Sozial (DOS)                                                            | 219     | 0,1  | –       |
|                                                                                          | Wir für Widerstand in der Region Dortmund (WiR in Dortmund)                                        | 39      | 0,0  | –       |
|                                                                                          | Deutsche Kommunistische Partei (DKP)                                                               | 16      | 0,0  | –       |
|                                                                                          | Einzelbewerber                                                                                     | 53      | 0,0  | –       |
| Gesamt                                                                                   | Gesamt                                                                                             | 210.592 | 100  | 90      |
|                                                                                          | |         |      |         |
| Ungültige Stimmen                                                                        | Ungültige Stimmen                                                                                  | 2.047   | 1,0  |         |
| Wähler                                                                                   | Wähler                                                                                             | 212.639 | 61,3 |         |
| Wahlberechtigte                                                                          | Wahlberechtigte                                                                                    | 346.886 |      |         |
|                                                                                          | |         |      |         |
| Quellen: Ministerium des Innern (s. 53, 88) – Die Landeswahlleiterin NW – Stadt Dortmund | |         |      |         |

#### Essen
| Listen                                                                             | Listen                                             | Stimmen | %    | Mandate |
| ---------------------------------------------------------------------------------- | -------------------------------------------------- | ------- | ---- | ------- |
|                                                                                    | Christlich Demokratische Union Deutschlands (CDU)  | 73.206  | 34,4 | 30      |
|                                                                                    | Sozialdemokratische Partei Deutschlands (SPD)      | 51.550  | 24,3 | 21      |
|                                                                                    | Bündnis 90/Die Grünen (GRÜNE)                      | 39.569  | 18,6 | 16      |
|                                                                                    | Alternative für Deutschland (AfD)                  | 15.849  | 7,5  | 6       |
|                                                                                    | Die Linke (DIE LINKE)                              | 8.309   | 3,9  | 3       |
|                                                                                    | Freie Demokratische Partei (FDP)                   | 6.476   | 3,0  | 3       |
|                                                                                    | Essener Bürger Bündnis – Freie Wähler (EBB – FW)   | 6.209   | 2,9  | 3       |
|                                                                                    | Die PARTEI                                         | 5.282   | 2,5  | 2       |
|                                                                                    | Partei Mensch Umwelt Tierschutz (Tierschutzpartei) | 4.396   | 2,1  | 2       |
|                                                                                    | Sozial Liberales Bündnis Essen (SLB)               | 760     | 0,4  | –       |
|                                                                                    | Deutsche Kommunistische Partei (DKP)               | 463     | 0,2  | –       |
|                                                                                    | Volt Deutschland (Volt)                            | 357     | 0,2  | –       |
|                                                                                    | Piratenpartei Deutschland (PIRATEN)                | 86      | 0,0  | –       |
| Gesamt                                                                             | Gesamt                                             | 212.512 | 100  | 45      |
|                                                                                    |                                                    |         |      |         |
| Ungültige Stimmen                                                                  | Ungültige Stimmen                                  | 2.327   | 1,1  |         |
| Wähler                                                                             | Wähler                                             | 214.839 | 48,1 |         |
| Wahlberechtigte                                                                    | Wahlberechtigte                                    | 446.384 |      |         |
|                                                                                    |                                                    |         |      |         |
| Quellen: Ministerium des Innern (s. 32, 70) – Die Landeswahlleiterin NW – Komm.ONE |                                                    |         |      |         |

#### Duisburg
| Listen                                                                             | Listen                                                 | Stimmen | %    | Mandate |
| ---------------------------------------------------------------------------------- | ------------------------------------------------------ | ------- | ---- | ------- |
|                                                                                    | Sozialdemokratische Partei Deutschlands (SPD)          | 43.051  | 30,8 | 32      |
|                                                                                    | Christlich Demokratische Union Deutschlands (CDU)      | 29.966  | 21,5 | 22      |
|                                                                                    | Bündnis 90/Die Grünen (GRÜNE)                          | 24.728  | 17,7 | 19      |
|                                                                                    | Alternative für Deutschland (AfD)                      | 12.968  | 9,3  | 10      |
|                                                                                    | Die Linke (DIE LINKE)                                  | 7.714   | 5,5  | 6       |
|                                                                                    | Freie Demokratische Partei (FDP)                       | 4.333   | 3,1  | 3       |
|                                                                                    | Junges Duisburg (JUDU)                                 | 4.091   | 2,9  | 3       |
|                                                                                    | Unabhängige Wählergemeinschaft TIERSCHUTZ (TIERSCHUTZ) | 2.599   | 1,9  | 2       |
|                                                                                    | Duisburger Alternative Liste (DAL)                     | 1.709   | 1,2  | 1       |
|                                                                                    | Die PARTEI                                             | 1.596   | 1,1  | 1       |
|                                                                                    | Wir gestalten Duisburg (WGD)                           | 1.471   | 1,1  | 1       |
|                                                                                    | Sozial, Gerecht, Unabhängig (SGU)                      | 1.384   | 1,0  | 1       |
|                                                                                    | Solidarität für Duisburg (SfD)                         | 958     | 0,7  | –       |
|                                                                                    | BIG-DERGAH Wahlbündnis (BIG-DERGAH)                    | 890     | 0,6  | –       |
|                                                                                    | Bürgerlich Liberale (BL)                               | 608     | 0,4  | –       |
|                                                                                    | Nationaldemokratische Partei Deutschlands (NPD)        | 550     | 0,4  | –       |
|                                                                                    | Allianz Duisburg (Allianz)                             | 377     | 0,3  | –       |
|                                                                                    | Bündnis für Duisburg (BfD)                             | 290     | 0,2  | –       |
|                                                                                    | Partei Digital Oekologisch Sozial (DOS)                | 83      | 0,1  | –       |
|                                                                                    | Aufbruch Duisburg (Aufbruch Du)                        | 41      | 0,0  | –       |
|                                                                                    | Einzelbewerber                                         | 198     | 0,1  | –       |
| Gesamt                                                                             | Gesamt                                                 | 139.605 | 100  | 102     |
|                                                                                    |                                                        |         |      |         |
| Ungültige Stimmen                                                                  | Ungültige Stimmen                                      | 1.618   | 1,1  |         |
| Wähler                                                                             | Wähler                                                 | 141.223 | 39,1 |         |
| Wahlberechtigte                                                                    | Wahlberechtigte                                        | 360.750 |      |         |
|                                                                                    |                                                        |         |      |         |
| Quellen: Ministerium des Innern (s. 31, 69) – Die Landeswahlleiterin NW – Komm.ONE |                                                        |         |      |         |

#### Bochum
| Listen                                                                                           | Listen                                                                | Stimmen | %    | Mandate |
| ------------------------------------------------------------------------------------------------ | --------------------------------------------------------------------- | ------- | ---- | ------- |
|                                                                                                  | Sozialdemokratische Partei Deutschlands (SPD)                         | 46.626  | 33,7 | 29      |
|                                                                                                  | Bündnis 90/Die Grünen (GRÜNE)                                         | 30.658  | 22,2 | 19      |
|                                                                                                  | Christlich Demokratische Union Deutschlands (CDU)                     | 28.799  | 20,8 | 18      |
|                                                                                                  | Die Linke (DIE LINKE)                                                 | 8.434   | 6,1  | 5       |
|                                                                                                  | Alternative für Deutschland (AfD)                                     | 7.774   | 5,6  | 5       |
|                                                                                                  | Unabhängige Wähler-Gemeinschaft UWG: Freie Bürger (UWG: Freie Bürger) | 4.673   | 3,4  | 3       |
|                                                                                                  | Freie Demokratische Partei (FDP)                                      | 4.517   | 3,3  | 3       |
|                                                                                                  | Die PARTEI                                                            | 3.223   | 2,3  | 2       |
|                                                                                                  | Die Stadtgestalter (Die STADTGESTALTER)                               | 2.387   | 1,7  | 2       |
|                                                                                                  | Soziale Liste Bochum (SOZIAL)                                         | 814     | 0,6  | –       |
|                                                                                                  | Nationaldemokratische Partei Deutschlands (NPD)                       | 429     | 0,3  | –       |
| Gesamt                                                                                           | Gesamt                                                                | 138.334 | 100  | 86      |
|                                                                                                  |                                                                       |         |      |         |
| Ungültige Stimmen                                                                                | Ungültige Stimmen                                                     | 1.447   | 1,0  |         |
| Wähler                                                                                           | Wähler                                                                | 139.781 | 48,7 |         |
| Wahlberechtigte                                                                                  | Wahlberechtigte                                                       | 287.203 |      |         |
|                                                                                                  |                                                                       |         |      |         |
| Quellen: Ministerium des Innern (s. 52, 88) – Die Landeswahlleiterin NW (vgl.) – Komm.ONE (vgl.) |                                                                       |         |      |         |

Die Landeswahlleiterin NW:
- GRÜNE: 30.669 statt 30.658 Stimmen (+ 11);
- DIE LINKE: 8.417 statt 8.434 Stimmen (– 17);
- AfD: 7.796 statt 7.774 Stimmen (+ 22);
- UWG: Freie Bürger: 4.703 statt 4.673 Stimmen (+ 30);
- SOZIAL: 770 statt 814 Stimmen (– 44);
- NPD: 427 statt 429 Stimmen (– 2).

#### Wuppertal
| Listen                                                                             | Listen                                                 | Stimmen | %    | Mandate |
| ---------------------------------------------------------------------------------- | ------------------------------------------------------ | ------- | ---- | ------- |
|                                                                                    | Sozialdemokratische Partei Deutschlands (SPD)          | 35.653  | 28,9 | 23      |
|                                                                                    | Christlich Demokratische Union Deutschlands (CDU)      | 29.790  | 24,2 | 20      |
|                                                                                    | Bündnis 90/Die Grünen (GRÜNE)                          | 24.121  | 19,6 | 16      |
|                                                                                    | Freie Demokratische Partei (FDP)                       | 8.871   | 7,2  | 6       |
|                                                                                    | Die Linke (DIE LINKE)                                  | 8.152   | 6,6  | 5       |
|                                                                                    | Alternative für Deutschland (AfD)                      | 7.529   | 6,1  | 5       |
|                                                                                    | Wählergemeinschaft für Wuppertal/Freie Wähler (WfW/FW) | 3.581   | 2,9  | 2       |
|                                                                                    | Die PARTEI                                             | 3.346   | 2,7  | 2       |
|                                                                                    | Bürgerbewegung PRO Wuppertal (PRO Wuppertal)           | 1.761   | 1,4  | 1       |
|                                                                                    | Partei Mensch Umwelt Tierschutz (Tierschutzpartei)     | 365     | 0,3  | –       |
|                                                                                    | V-Partei³                                              | 36      | 0,0  | –       |
| Gesamt                                                                             | Gesamt                                                 | 123.205 | 100  | 80      |
|                                                                                    |                                                        |         |      |         |
| Ungültige Stimmen                                                                  | Ungültige Stimmen                                      | 1.364   | 1,1  |         |
| Wähler                                                                             | Wähler                                                 | 124.569 | 46,9 |         |
| Wahlberechtigte                                                                    | Wahlberechtigte                                        | 265.748 |      |         |
|                                                                                    |                                                        |         |      |         |
| Quellen: Ministerium des Innern (s. 35, 73) – Die Landeswahlleiterin NW – Komm.ONE |                                                        |         |      |         |

#### Bielefeld
| Listen                                                                             | Listen                                                                | Stimmen | %    | Mandate |
| ---------------------------------------------------------------------------------- | --------------------------------------------------------------------- | ------- | ---- | ------- |
|                                                                                    | Christlich Demokratische Union Deutschlands (CDU)                     | 37.503  | 27,7 | 18      |
|                                                                                    | Sozialdemokratische Partei Deutschlands (SPD)                         | 33.716  | 24,9 | 16      |
|                                                                                    | Bündnis 90/Die Grünen (GRÜNE)                                         | 30.166  | 22,3 | 15      |
|                                                                                    | Freie Demokratische Partei (FDP)                                      | 9.529   | 7,0  | 5       |
|                                                                                    | Die Linke (DIE LINKE)                                                 | 8.278   | 6,1  | 4       |
|                                                                                    | Alternative für Deutschland (AfD)                                     | 4.630   | 3,4  | 2       |
|                                                                                    | Die PARTEI                                                            | 3.936   | 2,9  | 2       |
|                                                                                    | Bürgergemeinschaft für Bielefeld e.V. (BfB)                           | 2.161   | 1,6  | 1       |
|                                                                                    | BÜRGERNÄHE - Wähler*innengemeinschaft für Bielefeld e.V. (BÜRGERNÄHE) | 1.662   | 1,2  | 1       |
|                                                                                    | Bündnis für Innovation und Gerechtigkeit (BIG)                        | 1.339   | 1,0  | 1       |
|                                                                                    | Lokaldemokratie in Bielefeld (LiB)                                    | 1.284   | 0,9  | 1       |
|                                                                                    | Unabhängiges Bürgerforum UBF e.V. (UBF)                               | 505     | 0,4  | –       |
|                                                                                    | Bürgerbewegung für Zivilcourage (BBZ)                                 | 444     | 0,3  | –       |
|                                                                                    | Einzelbewerber                                                        | 13      | 0,0  | –       |
| Gesamt                                                                             | Gesamt                                                                | 135.166 | 100  | 66      |
|                                                                                    |                                                                       |         |      |         |
| Ungültige Stimmen                                                                  | Ungültige Stimmen                                                     | 1.319   | 1,0  |         |
| Wähler                                                                             | Wähler                                                                | 136.485 | 53,6 |         |
| Wahlberechtigte                                                                    | Wahlberechtigte                                                       | 254.778 |      |         |
|                                                                                    |                                                                       |         |      |         |
| Quellen: Ministerium des Innern (s. 48, 85) – Die Landeswahlleiterin NW – Komm.ONE |                                                                       |         |      |         |

#### Bonn
| Listen                                                                             | Listen                                            | Stimmen | %    | Mandate |
| ---------------------------------------------------------------------------------- | ------------------------------------------------- | ------- | ---- | ------- |
|                                                                                    | Bündnis 90/Die Grünen (GRÜNE)                     | 39.311  | 27,9 | 19      |
|                                                                                    | Christlich Demokratische Union Deutschlands (CDU) | 36.315  | 25,7 | 17      |
|                                                                                    | Sozialdemokratische Partei Deutschlands (SPD)     | 21.956  | 15,6 | 11      |
|                                                                                    | Bürger Bund Bonn (BBB)                            | 9.948   | 7,1  | 5       |
|                                                                                    | Die Linke (DIE LINKE)                             | 8.745   | 6,2  | 4       |
|                                                                                    | Freie Demokratische Partei (FDP)                  | 7.268   | 5,2  | 3       |
|                                                                                    | Volt Deutschland (Volt)                           | 7.148   | 5,1  | 3       |
|                                                                                    | Alternative für Deutschland (AfD)                 | 4.569   | 3,2  | 2       |
|                                                                                    | Die PARTEI                                        | 3.095   | 2,2  | 1       |
|                                                                                    | Bündnis für Innovation und Gerechtigkeit (BIG)    | 1.775   | 1,3  | 1       |
|                                                                                    | Piratenpartei Deutschland (PIRATEN)               | 869     | 0,6  | –       |
|                                                                                    | Einzelbewerber                                    | 101     | 0,1  | –       |
| Gesamt                                                                             | Gesamt                                            | 141.100 | 100  | 66      |
|                                                                                    |                                                   |         |      |         |
| Ungültige Stimmen                                                                  | Ungültige Stimmen                                 | 1.052   | 0,7  |         |
| Wähler                                                                             | Wähler                                            | 142.152 | 57,1 |         |
| Wahlberechtigte                                                                    | Wahlberechtigte                                   | 249.091 |      |         |
|                                                                                    |                                                   |         |      |         |
| Quellen: Ministerium des Innern (s. 39, 76) – Die Landeswahlleiterin NW – Komm.ONE |                                                   |         |      |         |

#### Münster
| Listen                                                                             | Listen                                            | Stimmen | %    | Mandate |
| ---------------------------------------------------------------------------------- | ------------------------------------------------- | ------- | ---- | ------- |
|                                                                                    | Christlich Demokratische Union Deutschlands (CDU) | 50.465  | 32,7 | 22      |
|                                                                                    | Bündnis 90/Die Grünen (GRÜNE)                     | 46.696  | 30,3 | 20      |
|                                                                                    | Sozialdemokratische Partei Deutschlands (SPD)     | 27.163  | 17,6 | 12      |
|                                                                                    | Die Linke (DIE LINKE)                             | 7.539   | 4,9  | 3       |
|                                                                                    | Freie Demokratische Partei (FDP)                  | 7.104   | 4,6  | 3       |
|                                                                                    | Volt Deutschland (Volt)                           | 4.032   | 2,6  | 2       |
|                                                                                    | Alternative für Deutschland (AfD)                 | 3.399   | 2,2  | 1       |
|                                                                                    | Die PARTEI                                        | 3.196   | 2,1  | 1       |
|                                                                                    | Ökologisch-Demokratische Partei (ÖDP)             | 1.876   | 1,2  | 1       |
|                                                                                    | Münster ist bunt und international (MBI)          | 1.848   | 1,2  | 1       |
|                                                                                    | Piratenpartei Deutschland (PIRATEN)               | 959     | 0,6  | –       |
|                                                                                    | Moderne Soziale Partei (MSP)                      | 71      | 0,0  | –       |
| Gesamt                                                                             | Gesamt                                            | 154.348 | 100  | 66      |
|                                                                                    |                                                   |         |      |         |
| Ungültige Stimmen                                                                  | Ungültige Stimmen                                 | 1.273   | 0,8  |         |
| Wähler                                                                             | Wähler                                            | 155.621 | 63,0 |         |
| Wahlberechtigte                                                                    | Wahlberechtigte                                   | 247.189 |      |         |
|                                                                                    |                                                   |         |      |         |
| Quellen: Ministerium des Innern (s. 45, 82) – Die Landeswahlleiterin NW – Komm.ONE |                                                   |         |      |         |

#### Mönchengladbach
| Listen                                                                             | Listen                                            | Stimmen | %    | Mandate |
| ---------------------------------------------------------------------------------- | ------------------------------------------------- | ------- | ---- | ------- |
|                                                                                    | Christlich Demokratische Union Deutschlands (CDU) | 30.198  | 34,0 | 26      |
|                                                                                    | Sozialdemokratische Partei Deutschlands (SPD)     | 22.365  | 25,2 | 20      |
|                                                                                    | Bündnis 90/Die Grünen (GRÜNE)                     | 18.879  | 21,2 | 16      |
|                                                                                    | Alternative für Deutschland (AfD)                 | 5.282   | 5,9  | 5       |
|                                                                                    | Freie Demokratische Partei (FDP)                  | 4.911   | 5,5  | 4       |
|                                                                                    | Die Linke (DIE LINKE)                             | 3.605   | 4,1  | 3       |
|                                                                                    | Die PARTEI                                        | 2.419   | 2,7  | 2       |
|                                                                                    | Ökologisch-Demokratische Partei (ÖDP)             | 507     | 0,6  | –       |
|                                                                                    | Bündnis für Innovation und Gerechtigkeit (BIG)    | 439     | 0,5  | –       |
|                                                                                    | Nationaldemokratische Partei Deutschlands (NPD)   | 229     | 0,3  | –       |
|                                                                                    | Einzelbewerber                                    | 30      | 0,0  | –       |
| Gesamt                                                                             | Gesamt                                            | 88.864  | 100  | 76      |
|                                                                                    |                                                   |         |      |         |
| Ungültige Stimmen                                                                  | Ungültige Stimmen                                 | 1.160   | 1,3  |         |
| Wähler                                                                             | Wähler                                            | 90.024  | 43,5 |         |
| Wahlberechtigte                                                                    | Wahlberechtigte                                   | 207.117 |      |         |
|                                                                                    |                                                   |         |      |         |
| Quellen: Ministerium des Innern (s. 33, 71) – Die Landeswahlleiterin NW – Komm.ONE |                                                   |         |      |         |

#### Gelsenkirchen
| Listen                                                                                        | Listen                                            | Stimmen | %    | Mandate |
| --------------------------------------------------------------------------------------------- | ------------------------------------------------- | ------- | ---- | ------- |
|                                                                                               | Sozialdemokratische Partei Deutschlands (SPD)     | 27.082  | 35,1 | 31      |
|                                                                                               | Christlich Demokratische Union Deutschlands (CDU) | 17.932  | 23,2 | 20      |
|                                                                                               | Alternative für Deutschland (AfD)                 | 9.944   | 12,9 | 11      |
|                                                                                               | Bündnis 90/Die Grünen (GRÜNE)                     | 9.457   | 12,2 | 11      |
|                                                                                               | Freie Demokratische Partei (FDP)                  | 3.114   | 4,0  | 4       |
|                                                                                               | Wähler Initiative Nordrhein-Westfalen (WIN)       | 2.804   | 3,6  | 3       |
|                                                                                               | Die Linke (DIE LINKE)                             | 2.671   | 3,5  | 3       |
|                                                                                               | Aktion Partei für Tierschutz (TIERSCHUTZ hier!)   | 1.735   | 2,2  | 2       |
|                                                                                               | Die PARTEI                                        | 1.527   | 2,0  | 2       |
|                                                                                               | AUF Gelsenkirchen (AUF)                           | 943     | 1,2  | 1       |
|                                                                                               | Einzelbewerber                                    | 30      | 0,0  | –       |
| Gesamt                                                                                        | Gesamt                                            | 77.239  | 100  | 88      |
|                                                                                               |                                                   |         |      |         |
| Ungültige Stimmen                                                                             | Ungültige Stimmen                                 | 1.143   | 1,5  |         |
| Wähler                                                                                        | Wähler                                            | 78.382  | 41,5 |         |
| Wahlberechtigte                                                                               | Wahlberechtigte                                   | 188.716 |      |         |
|                                                                                               |                                                   |         |      |         |
| Quellen: Ministerium des Innern (s. 45, 82) – Die Landeswahlleiterin NW – Stadt Gelsenkirchen |                                                   |         |      |         |

#### Aachen
| Listen                                                                             | Listen                                                                                                 | Stimmen | %    | Mandate |
| ---------------------------------------------------------------------------------- | --- | ------- | ---- | ------- |
|                                                                                    | Bündnis 90/Die Grünen (GRÜNE)                                                                          | 34.712  | 34,1 | 20      |
|                                                                                    | Christlich Demokratische Union Deutschlands (CDU)                                                      | 25.268  | 24,8 | 14      |
|                                                                                    | Sozialdemokratische Partei Deutschlands (SPD)                                                          | 18.676  | 18,3 | 11      |
|                                                                                    | Freie Demokratische Partei (FDP)                                                                       | 5.042   | 4,9  | 3       |
|                                                                                    | Die Linke (DIE LINKE)                                                                                  | 4.694   | 4,6  | 3       |
|                                                                                    | Alternative für Deutschland (AfD)                                                                      | 3.816   | 3,7  | 2       |
|                                                                                    | Volt Deutschland (Volt)                                                                                | 3.784   | 3,7  | 2       |
|                                                                                    | Die PARTEI                                                                                             | 2.295   | 2,3  | 1       |
|                                                                                    | Unabhängige Wähler Gemeinschaft UWG BÜRGERWILLLE AACHEN (UWG Aachen)                                   | 1.632   | 1,6  | 1       |
|                                                                                    | Piratenpartei Deutschland (PIRATEN)                                                                    | 1.226   | 1,2  | 1       |
|                                                                                    | Ökologisch-Demokratische Partei (ÖDP)                                                                  | 673     | 0,7  | –       |
|                                                                                    | Wähler Initiative für Freiheit und Grundgesetz in der Region Aachen (WIR für Freiheit und Grundgesetz) | 45      | 0,0  | –       |
| Gesamt                                                                             | Gesamt                                                                                                 | 101.863 | 100  | 58      |
|                                                                                    | |         |      |         |
| Ungültige Stimmen                                                                  | Ungültige Stimmen                                                                                      | 918     | 0,9  |         |
| Wähler                                                                             | Wähler                                                                                                 | 102.781 | 53,4 |         |
| Wahlberechtigte                                                                    | Wahlberechtigte                                                                                        | 192.502 |      |         |
|                                                                                    | |         |      |         |
| Quellen: Ministerium des Innern (s. 38, 76) – Die Landeswahlleiterin NW – Komm.ONE | |         |      |         |

#### Krefeld
| Listen                                                                              | Listen                                               | Stimmen | %    | Mandate |
| ----------------------------------------------------------------------------------- | ---------------------------------------------------- | ------- | ---- | ------- |
|                                                                                     | Christlich Demokratische Union Deutschlands (CDU)    | 24.977  | 30,2 | 17      |
|                                                                                     | Sozialdemokratische Partei Deutschlands (SPD)        | 23.599  | 28,6 | 17      |
|                                                                                     | Bündnis 90/Die Grünen (GRÜNE)                        | 16.662  | 20,2 | 12      |
|                                                                                     | Freie Demokratische Partei (FDP)                     | 4.834   | 5,9  | 3       |
|                                                                                     | Alternative für Deutschland (AfD)                    | 4.476   | 5,4  | 3       |
|                                                                                     | Die Linke (DIE LINKE)                                | 2.664   | 3,2  | 2       |
|                                                                                     | Die PARTEI                                           | 2.031   | 2,5  | 1       |
|                                                                                     | wir Krefeld (wir)                                    | 1.200   | 1,5  | 1       |
|                                                                                     | Unabhängige Wählergemeinschaft/Freie Wähler (UWG/FW) | 1.023   | 1,2  | 1       |
|                                                                                     | Wählergemeinschaft Unsere Zukunft (WUZ)              | 842     | 1,0  | 1       |
|                                                                                     | Deutsche Kommunistische Partei (DKP)                 | 7       | 0,0  | –       |
|                                                                                     | Einzelbewerber                                       | 267     | 0,3  | –       |
| Gesamt                                                                              | Gesamt                                               | 82.582  | 100  | 58      |
|                                                                                     |                                                      |         |      |         |
| Ungültige Stimmen                                                                   | Ungültige Stimmen                                    | 1.216   | 1,5  |         |
| Wähler                                                                              | Wähler                                               | 83.798  | 46,4 |         |
| Wahlberechtigte                                                                     | Wahlberechtigte                                      | 180.491 |      |         |
|                                                                                     |                                                      |         |      |         |
| Quellen: Ministerium des Innern (s. 32, 70) – Die Landeswahlleiterin NW – Amtsblatt |                                                      |         |      |         |

#### Oberhausen
| Listen                                                                                           | Listen                                            | Stimmen | %    | Mandate |
| ------------------------------------------------------------------------------------------------ | ------------------------------------------------- | ------- | ---- | ------- |
|                                                                                                  | Christlich Demokratische Union Deutschlands (CDU) | 21.471  | 32,8 | 19      |
|                                                                                                  | Sozialdemokratische Partei Deutschlands (SPD)     | 20.754  | 31,7 | 19      |
|                                                                                                  | Bündnis 90/Die Grünen (GRÜNE)                     | 9.450   | 14,4 | 8       |
|                                                                                                  | Alternative für Deutschland (AfD)                 | 4.995   | 7,6  | 4       |
|                                                                                                  | Die Linke (DIE LINKE)                             | 3.367   | 5,1  | 3       |
|                                                                                                  | Freie Demokratische Partei (FDP)                  | 1.988   | 3,0  | 2       |
|                                                                                                  | Bündnis Oberhausener Bürger (BOB)                 | 1.913   | 2,9  | 2       |
|                                                                                                  | Offen für Bürger (OfB)                            | 1.153   | 1,8  | 1       |
|                                                                                                  | Die Violetten (DIE VIOLETTEN)                     | 445     | 0,7  | –       |
| Gesamt                                                                                           | Gesamt                                            | 65.536  | 100  | 58      |
|                                                                                                  |                                                   |         |      |         |
| Ungültige Stimmen                                                                                | Ungültige Stimmen                                 | 1.290   | 1,9  |         |
| Wähler                                                                                           | Wähler                                            | 66.826  | 41,9 |         |
| Wahlberechtigte                                                                                  | Wahlberechtigte                                   | 159.510 |      |         |
|                                                                                                  |                                                   |         |      |         |
| Quellen: Ministerium des Innern (s. 34, 72) – Die Landeswahlleiterin NW (vgl.) – Komm.ONE (vgl.) |                                                   |         |      |         |

#### Hagen
| Listen                                                                             | Listen                                               | Stimmen | %    | Mandate |
| ---------------------------------------------------------------------------------- | ---------------------------------------------------- | ------- | ---- | ------- |
|                                                                                    | Christlich Demokratische Union Deutschlands (CDU)    | 16.813  | 27,5 | 14      |
|                                                                                    | Sozialdemokratische Partei Deutschlands (SPD)        | 15.573  | 25,5 | 13      |
|                                                                                    | Bündnis 90/Die Grünen (GRÜNE)                        | 8.114   | 13,3 | 7       |
|                                                                                    | Alternative für Deutschland (AfD)                    | 5.692   | 9,3  | 5       |
|                                                                                    | HAGEN AKTIV – Freie Wählergemeinschaft (HAGEN AKTIV) | 4.186   | 6,8  | 4       |
|                                                                                    | Freie Demokratische Partei (FDP)                     | 2.829   | 4,6  | 2       |
|                                                                                    | Freie Wähler – Bürger für Hohenlimburg (BfHo)        | 2.066   | 3,4  | 2       |
|                                                                                    | Die Linke (DIE LINKE)                                | 1.762   | 2,9  | 2       |
|                                                                                    | Hagener Aktivisten-Kreis (HAK)                       | 1.740   | 2,8  | 2       |
|                                                                                    | Die PARTEI                                           | 1.692   | 2,8  | 1       |
|                                                                                    | Piratenpartei Deutschland (PIRATEN)                  | 436     | 0,7  | –       |
|                                                                                    | Die Republikaner (REP)                               | 194     | 0,3  | –       |
|                                                                                    | Einzelbewerber                                       | 19      | 0,0  | –       |
| Gesamt                                                                             | Gesamt                                               | 61.116  | 100  | 52      |
|                                                                                    |                                                      |         |      |         |
| Ungültige Stimmen                                                                  | Ungültige Stimmen                                    | 825     | 1,3  |         |
| Wähler                                                                             | Wähler                                               | 61.941  | 42,0 |         |
| Wahlberechtigte                                                                    | Wahlberechtigte                                      | 147.361 |      |         |
|                                                                                    |                                                      |         |      |         |
| Quellen: Ministerium des Innern (s. 54, 89) – Die Landeswahlleiterin NW – Komm.ONE |                                                      |         |      |         |

#### Hamm
| Listen                                                                                        | Listen                                                                              | Stimmen | %    | Mandate |
| --------------------------------------------------------------------------------------------- | ----------------------------------------------------------------------------------- | ------- | ---- | ------- |
|                                                                                               | Sozialdemokratische Partei Deutschlands (SPD)                                       | 25.992  | 37,1 | 22      |
|                                                                                               | Christlich Demokratische Union Deutschlands (CDU)                                   | 23.385  | 33,4 | 19      |
|                                                                                               | Bündnis 90/Die Grünen (GRÜNE)                                                       | 8.925   | 12,7 | 7       |
|                                                                                               | Freie Demokratische Partei (FDP)                                                    | 3.575   | 5,1  | 3       |
|                                                                                               | Alternative für Deutschland (AfD)                                                   | 3.274   | 4,7  | 3       |
|                                                                                               | Wählergruppe Pro Hamm (Pro Hamm)                                                    | 2.555   | 3,6  | 2       |
|                                                                                               | Die Linke (DIE LINKE)                                                               | 2.068   | 2,9  | 2       |
|                                                                                               | Die Rechte – Partei für Volksabstimmung, Souveränität und Heimatschutz (Die Rechte) | 213     | 0,3  | –       |
|                                                                                               | Freie Wählergemeinschaft Hamm (FWG)                                                 | 122     | 0,2  | –       |
| Gesamt                                                                                        | Gesamt                                                                              | 70.109  | 100  | 58      |
|                                                                                               |                                                                                     |         |      |         |
| Ungültige Stimmen                                                                             | Ungültige Stimmen                                                                   | 1.163   | 1,6  |         |
| Wähler                                                                                        | Wähler                                                                              | 71.272  | 52,2 |         |
| Wahlberechtigte                                                                               | Wahlberechtigte                                                                     | 136.561 |      |         |
|                                                                                               |                                                                                     |         |      |         |
| Quellen: Ministerium des Innern (s. 54, 89) – Die Landeswahlleiterin NW – Stadt Hamm (s. 473) |                                                                                     |         |      |         |

#### Mülheim an der Ruhr
| Listen                                                                             | Listen                                                                                              | Stimmen | %    | Mandate |
| ---------------------------------------------------------------------------------- | --------------------------------------------------------------------------------------------------- | ------- | ---- | ------- |
|                                                                                    | Christlich Demokratische Union Deutschlands (CDU)                                                   | 16.970  | 26,3 | 14      |
|                                                                                    | Bündnis 90/Die Grünen (GRÜNE)                                                                       | 15.097  | 23,4 | 13      |
|                                                                                    | Sozialdemokratische Partei Deutschlands (SPD)                                                       | 13.765  | 21,3 | 12      |
|                                                                                    | Alternative für Deutschland (AfD)                                                                   | 4.629   | 7,2  | 4       |
|                                                                                    | Mülheimer Bürgerinitiative (MBI)                                                                    | 3.043   | 4,7  | 3       |
|                                                                                    | Freie Demokratische Partei (FDP)                                                                    | 3.003   | 4,7  | 3       |
|                                                                                    | Die PARTEI                                                                                          | 2.866   | 4,4  | 2       |
|                                                                                    | Die Linke (DIE LINKE)                                                                               | 1.751   | 2,7  | 1       |
|                                                                                    | Wählerinitiative Ruhr – Alternativ - Unabhängig - Solidarisch Mülheim an der Ruhr (WIR AUS Mülheim) | 1.560   | 2,4  | 1       |
|                                                                                    | Bürgerlicher Aufbruch Mülheim (BAMH)                                                                | 1.173   | 1,8  | 1       |
|                                                                                    | Bündnis für Bildung – Mülheim an der Ruhr Interkulturell, sozial und fair (BfB)                     | 424     | 0,7  | –       |
|                                                                                    | Einzelbewerber                                                                                      | 226     | 0,4  | –       |
| Gesamt                                                                             | Gesamt                                                                                              | 64.507  | 100  | 54      |
|                                                                                    | |         |      |         |
| Ungültige Stimmen                                                                  | Ungültige Stimmen                                                                                   | 1.144   | 1,7  |         |
| Wähler                                                                             | Wähler                                                                                              | 65.651  | 50,3 |         |
| Wahlberechtigte                                                                    | Wahlberechtigte                                                                                     | 130.571 |      |         |
|                                                                                    | |         |      |         |
| Quellen: Ministerium des Innern (s. 33, 71) – Die Landeswahlleiterin NW – Komm.ONE | |         |      |         |

#### Leverkusen
| Listen                                                                             | Listen                                                         | Stimmen | %    | Mandate |
| ---------------------------------------------------------------------------------- | -------------------------------------------------------------- | ------- | ---- | ------- |
|                                                                                    | Christlich Demokratische Union Deutschlands (CDU)              | 16.859  | 27,8 | 14      |
|                                                                                    | Sozialdemokratische Partei Deutschlands (SPD)                  | 15.276  | 25,2 | 13      |
|                                                                                    | Bündnis 90/Die Grünen (GRÜNE)                                  | 11.015  | 18,2 | 9       |
|                                                                                    | BÜRGERLISTE Leverkusen e.V. (BÜRGERLISTE)                      | 3.630   | 6,0  | 3       |
|                                                                                    | OPLADEN PLUS e.V. (OP)                                         | 3.601   | 5,9  | 3       |
|                                                                                    | Alternative für Deutschland (AfD)                              | 3.466   | 5,7  | 3       |
|                                                                                    | Freie Demokratische Partei (FDP)                               | 2.937   | 4,8  | 3       |
|                                                                                    | Die Linke (DIE LINKE)                                          | 2.092   | 3,4  | 2       |
|                                                                                    | Bürgerforum Grünes Leverkusen – Klimaliste (Büfo - Klimaliste) | 909     | 1,5  | 1       |
|                                                                                    | Aufbruch Leverkusen                                            | 876     | 1,4  | 1       |
| Gesamt                                                                             | Gesamt                                                         | 60.661  | 100  | 52      |
|                                                                                    |                                                                |         |      |         |
| Ungültige Stimmen                                                                  | Ungültige Stimmen                                              | 866     | 1,4  |         |
| Wähler                                                                             | Wähler                                                         | 61.527  | 48,5 |         |
| Wahlberechtigte                                                                    | Wahlberechtigte                                                | 126.846 |      |         |
|                                                                                    |                                                                |         |      |         |
| Quellen: Ministerium des Innern (s. 40, 77) – Die Landeswahlleiterin NW – Komm.ONE |                                                                |         |      |         |

#### Solingen
| Listen                                                                             | Listen                                              | Stimmen | %    | Mandate |
| ---------------------------------------------------------------------------------- | --------------------------------------------------- | ------- | ---- | ------- |
|                                                                                    | Christlich Demokratische Union Deutschlands (CDU)   | 17.326  | 30,2 | 16      |
|                                                                                    | Sozialdemokratische Partei Deutschlands (SPD)       | 16.229  | 28,3 | 15      |
|                                                                                    | Bündnis 90/Die Grünen (GRÜNE)                       | 10.428  | 18,2 | 9       |
|                                                                                    | Freie Demokratische Partei (FDP)                    | 3.178   | 5,5  | 3       |
|                                                                                    | Alternative für Deutschland (AfD)                   | 2.892   | 5,0  | 3       |
|                                                                                    | Die Linke (DIE LINKE)                               | 2.435   | 4,2  | 2       |
|                                                                                    | Bürgergemeinschaft für Solingen e.V. (BfS)          | 1.842   | 3,2  | 2       |
|                                                                                    | Die PARTEI                                          | 1.367   | 2,4  | 1       |
|                                                                                    | Alternative Bürgerinitiative (ABI)                  | 635     | 1,1  | 1       |
|                                                                                    | Freie Bürger Union (FBU)                            | 531     | 0,9  | –       |
|                                                                                    | Personenwahlbündnis SOLINGEN AKTIV (SOLINGEN AKTIV) | 417     | 0,7  | –       |
|                                                                                    | Einzelbewerber                                      | 34      | 0,1  | –       |
| Gesamt                                                                             | Gesamt                                              | 57.314  | 100  | 52      |
|                                                                                    |                                                     |         |      |         |
| Ungültige Stimmen                                                                  | Ungültige Stimmen                                   | 695     | 1,2  |         |
| Wähler                                                                             | Wähler                                              | 58.009  | 45,9 |         |
| Wahlberechtigte                                                                    | Wahlberechtigte                                     | 126.301 |      |         |
|                                                                                    |                                                     |         |      |         |
| Quellen: Ministerium des Innern (s. 35, 73) – Die Landeswahlleiterin NW – Komm.ONE |                                                     |         |      |         |

#### Herne
| Listen                                                                              | Listen                                            | Stimmen | %    | Mandate |
| ----------------------------------------------------------------------------------- | ------------------------------------------------- | ------- | ---- | ------- |
|                                                                                     | Sozialdemokratische Partei Deutschlands (SPD)     | 21.560  | 44,1 | 28      |
|                                                                                     | Christlich Demokratische Union Deutschlands (CDU) | 9.775   | 20,0 | 12      |
|                                                                                     | Bündnis 90/Die Grünen (GRÜNE)                     | 7.723   | 15,8 | 10      |
|                                                                                     | Alternative für Deutschland (AfD)                 | 4.127   | 8,4  | 4       |
|                                                                                     | Die Linke (DIE LINKE)                             | 1.980   | 4,1  | 3       |
|                                                                                     | Freie Demokratische Partei (FDP)                  | 1.615   | 3,3  | 2       |
|                                                                                     | Unabhängige Bürger (Unabhängige Bürger)           | 804     | 1,6  | 1       |
|                                                                                     | Piratenpartei Deutschland (PIRATEN)               | 767     | 1,6  | 1       |
|                                                                                     | Wählergemeinschaft Wanne-Herne (WWH)              | 443     | 0,9  | –       |
|                                                                                     | Einzelbewerber                                    | 49      | 0,1  | –       |
| Gesamt                                                                              | Gesamt                                            | 48.843  | 100  | 62      |
|                                                                                     |                                                   |         |      |         |
| Ungültige Stimmen                                                                   | Ungültige Stimmen                                 | 694     | 1,4  |         |
| Wähler                                                                              | Wähler                                            | 49.537  | 41,5 |         |
| Wahlberechtigte                                                                     | Wahlberechtigte                                   | 119.462 |      |         |
|                                                                                     |                                                   |         |      |         |
| Quellen: Ministerium des Innern (s. 55, 90) – Die Landeswahlleiterin NW – Amtsblatt |                                                   |         |      |         |

#### Neuss
| Listen                                                                                             | Listen                                                                           | Stimmen | %    | Mandate |
| -------------------------------------------------------------------------------------------------- | -------------------------------------------------------------------------------- | ------- | ---- | ------- |
| | Christlich Demokratische Union Deutschlands (CDU)                                | 20.810  | 36,4 | 21      |
| | Sozialdemokratische Partei Deutschlands (SPD)                                    | 18.517  | 32,4 | 19      |
| | Bündnis 90/Die Grünen (GRÜNE)                                                    | 7.996   | 14,0 | 8       |
| | Alternative für Deutschland (AfD)                                                | 2.420   | 4,2  | 2       |
| | Freie Demokratische Partei (FDP)                                                 | 1.882   | 3,3  | 2       |
| | Die Linke (DIE LINKE)                                                            | 1.601   | 2,8  | 2       |
| | Unabhängige Wählergemeinschaft/Freie Wähler Rhein-Kreis Neuss (UWG/Freie Wähler) | 1.106   | 1,9  | 1       |
| | Aktion Partei für Tierschutz (TIERSCHUTZ hier!)                                  | 929     | 1,6  | 1       |
| | Wählergruppe Vielfalt und Gerechtigkeit für Neuss (Aktiv für Neuss)              | 863     | 1,5  | 1       |
| | Die PARTEI                                                                       | 823     | 1,4  | 1       |
| | Deutsche Zentrumspartei (ZENTRUM)                                                | 223     | 0,4  | –       |
| | Einzelbewerber                                                                   | 18      | 0,0  | –       |
| Gesamt                                                                                             | Gesamt                                                                           | 57.188  | 100  | 58      |
| |                                                                                  |         |      |         |
| Ungültige Stimmen                                                                                  | Ungültige Stimmen                                                                | 672     | 1,2  |         |
| Wähler                                                                                             | Wähler                                                                           | 57.860  | 48,1 |         |
| Wahlberechtigte                                                                                    | Wahlberechtigte                                                                  | 120.328 |      |         |
| |                                                                                  |         |      |         |
| Quellen: Statistisches Landesamt (s. 38, 213) – Die Landeswahlleiterin NW – Stadt Neuss – Komm.ONE |                                                                                  |         |      |         |

#### Paderborn
| Listen                                                                                | Listen                                                     | Stimmen | %    | Mandate |
| ------------------------------------------------------------------------------------- | ---------------------------------------------------------- | ------- | ---- | ------- |
|                                                                                       | Christlich Demokratische Union Deutschlands (CDU)          | 22.412  | 40,3 | 24      |
|                                                                                       | Bündnis 90/Die Grünen (GRÜNE)                              | 13.412  | 24,1 | 14      |
|                                                                                       | Sozialdemokratische Partei Deutschlands (SPD)              | 7.101   | 12,8 | 7       |
|                                                                                       | Freie Demokratische Partei (FDP)                           | 3.152   | 5,7  | 3       |
|                                                                                       | Alternative für Deutschland (AfD)                          | 2.811   | 5,1  | 3       |
|                                                                                       | Die Linke (DIE LINKE)                                      | 2.554   | 4,6  | 3       |
|                                                                                       | Freie Überparteiliche Ratsarbeit PADERBORN (FÜR PADERBORN) | 1.541   | 2,8  | 2       |
|                                                                                       | Die PARTEI                                                 | 1.485   | 2,7  | 2       |
|                                                                                       | Freie Bürger – Initiative Freie Wähler (FBI Freie Wähler)  | 564     | 1,0  | 1       |
|                                                                                       | Volt Deutschland (Volt)                                    | 536     | 1,0  | 1       |
| Gesamt                                                                                | Gesamt                                                     | 55.568  | 100  | 60      |
|                                                                                       |                                                            |         |      |         |
| Ungültige Stimmen                                                                     | Ungültige Stimmen                                          | 604     | 1,1  |         |
| Wähler                                                                                | Wähler                                                     | 56.172  | 47,5 |         |
| Wahlberechtigte                                                                       | Wahlberechtigte                                            | 118.244 |      |         |
|                                                                                       |                                                            |         |      |         |
| Quellen: Statistisches Landesamt (s. 159, 297) – Die Landeswahlleiterin NW – Komm.ONE |                                                            |         |      |         |

#### Bottrop
| Listen                                                                  | Listen                                            | Stimmen | %    | Mandate |
| ----------------------------------------------------------------------- | ------------------------------------------------- | ------- | ---- | ------- |
|                                                                         | Sozialdemokratische Partei Deutschlands (SPD)     | 17.668  | 40,2 | 24      |
|                                                                         | Christlich Demokratische Union Deutschlands (CDU) | 10.513  | 23,9 | 14      |
|                                                                         | Bündnis 90/Die Grünen (GRÜNE)                     | 5.639   | 12,8 | 8       |
|                                                                         | Alternative für Deutschland (AfD)                 | 3.076   | 7,0  | 4       |
|                                                                         | Ökologisch-Demokratische Partei (ÖDP)             | 1.856   | 4,2  | 2       |
|                                                                         | Deutsche Kommunistische Partei (DKP)              | 1.832   | 4,2  | 2       |
|                                                                         | Freie Demokratische Partei (FDP)                  | 1.821   | 4,1  | 2       |
|                                                                         | Die Linke (DIE LINKE)                             | 1.507   | 3,4  | 2       |
| Gesamt                                                                  | Gesamt                                            | 43.912  | 100  | 58      |
|                                                                         |                                                   |         |      |         |
| Ungültige Stimmen                                                       | Ungültige Stimmen                                 | 672     | 1,5  |         |
| Wähler                                                                  | Wähler                                            | 44.584  | 48,3 |         |
| Wahlberechtigte                                                         | Wahlberechtigte                                   | 92.241  |      |         |
|                                                                         |                                                   |         |      |         |
| Quellen: Ministerium des Innern (s. 44, 81) – Die Landeswahlleiterin NW |                                                   |         |      |         |

#### Bergisch Gladbach
| Listen                                                                               | Listen                                            | Stimmen | %    | Mandate |
| ------------------------------------------------------------------------------------ | ------------------------------------------------- | ------- | ---- | ------- |
|                                                                                      | Christlich Demokratische Union Deutschlands (CDU) | 17.463  | 36,2 | 20      |
|                                                                                      | Bündnis 90/Die Grünen (GRÜNE)                     | 13.858  | 28,7 | 16      |
|                                                                                      | Sozialdemokratische Partei Deutschlands (SPD)     | 9.209   | 19,1 | 10      |
|                                                                                      | Freie Demokratische Partei (FDP)                  | 2.438   | 5,1  | 3       |
|                                                                                      | Alternative für Deutschland (AfD)                 | 2.213   | 4,6  | 3       |
|                                                                                      | Freie Wählergemeinschaft Bergisch Gladbach (FWG)  | 1.645   | 3,4  | 2       |
|                                                                                      | Bürgerpartei GL (BGL)                             | 1.398   | 2,9  | 2       |
| Gesamt                                                                               | Gesamt                                            | 48.224  | 100  | 56      |
|                                                                                      |                                                   |         |      |         |
| Ungültige Stimmen                                                                    | Ungültige Stimmen                                 | 597     | 1,2  |         |
| Wähler                                                                               | Wähler                                            | 48.821  | 54,2 |         |
| Wahlberechtigte                                                                      | Wahlberechtigte                                   | 89.995  |      |         |
|                                                                                      |                                                   |         |      |         |
| Quellen: Statistisches Landesamt (s. 83, 243) – Die Landeswahlleiterin NW – Komm.ONE |                                                   |         |      |         |

#### Recklinghausen
| Listen                                                                                | Listen                                            | Stimmen | %    | Mandate |
| ------------------------------------------------------------------------------------- | ------------------------------------------------- | ------- | ---- | ------- |
|                                                                                       | Christlich Demokratische Union Deutschlands (CDU) | 16.078  | 37,0 | 21      |
|                                                                                       | Sozialdemokratische Partei Deutschlands (SPD)     | 10.924  | 25,1 | 14      |
|                                                                                       | Bündnis 90/Die Grünen (GRÜNE)                     | 7.757   | 17,9 | 10      |
|                                                                                       | Alternative für Deutschland (AfD)                 | 2.861   | 6,6  | 4       |
|                                                                                       | Die Linke (DIE LINKE)                             | 1.867   | 4,3  | 2       |
|                                                                                       | Freie Demokratische Partei (FDP)                  | 1.561   | 3,6  | 2       |
|                                                                                       | Unabhängige-Bürger-Partei (UPB)                   | 1.477   | 3,4  | 2       |
|                                                                                       | Die PARTEI                                        | 614     | 1,4  | 1       |
|                                                                                       | Ökologisch-Demokratische Partei (ÖDP)             | 199     | 0,5  | –       |
|                                                                                       | Partei Holistischer Demokratie (PHD)              | 103     | 0,2  | –       |
| Gesamt                                                                                | Gesamt                                            | 43.441  | 100  | 56      |
|                                                                                       |                                                   |         |      |         |
| Ungültige Stimmen                                                                     | Ungültige Stimmen                                 | 687     | 1,6  |         |
| Wähler                                                                                | Wähler                                            | 44.128  | 47,9 |         |
| Wahlberechtigte                                                                       | Wahlberechtigte                                   | 92.107  |      |         |
|                                                                                       |                                                   |         |      |         |
| Quellen: Statistisches Landesamt (s. 112, 264) – Die Landeswahlleiterin NW – Komm.ONE |                                                   |         |      |         |

#### Remscheid
| Listen                                                                             | Listen                                            | Stimmen | %    | Mandate |
| ---------------------------------------------------------------------------------- | ------------------------------------------------- | ------- | ---- | ------- |
|                                                                                    | Sozialdemokratische Partei Deutschlands (SPD)     | 12.718  | 34,5 | 20      |
|                                                                                    | Christlich Demokratische Union Deutschlands (CDU) | 11.036  | 29,9 | 17      |
|                                                                                    | Bündnis 90/Die Grünen (GRÜNE)                     | 5.409   | 14,7 | 9       |
|                                                                                    | Freie Demokratische Partei (FDP)                  | 1.945   | 5,3  | 3       |
|                                                                                    | Bürgerbewegung PRO REMSCHEID e.V. (PRO REMSCHEID) | 1.870   | 5,1  | 3       |
|                                                                                    | Die Linke (DIE LINKE)                             | 1.700   | 4,6  | 3       |
|                                                                                    | Wählergemeinschaft in Remscheid (W.I.R.)          | 1.092   | 3,0  | 2       |
|                                                                                    | echt.Remscheid e.V. (echt.Remscheid)              | 788     | 2,1  | 1       |
|                                                                                    | Alternative für Deutschland (AfD)                 | 358     | 1,0  | –       |
| Gesamt                                                                             | Gesamt                                            | 36.916  | 100  | 58      |
|                                                                                    |                                                   |         |      |         |
| Ungültige Stimmen                                                                  | Ungültige Stimmen                                 | 592     | 1,6  |         |
| Wähler                                                                             | Wähler                                            | 37.508  | 43,7 |         |
| Wahlberechtigte                                                                    | Wahlberechtigte                                   | 85.783  |      |         |
|                                                                                    |                                                   |         |      |         |
| Quellen: Ministerium des Innern (s. 34, 72) – Die Landeswahlleiterin NW – Komm.ONE |                                                   |         |      |         |

#### Moers
| Listen                                                                                | Listen                                            | Stimmen | %    | Mandate |
| ------------------------------------------------------------------------------------- | ------------------------------------------------- | ------- | ---- | ------- |
|                                                                                       | Christlich Demokratische Union Deutschlands (CDU) | 12.431  | 31,3 | 17      |
|                                                                                       | Sozialdemokratische Partei Deutschlands (SPD)     | 11.593  | 29,2 | 16      |
|                                                                                       | Bündnis 90/Die Grünen (GRÜNE)                     | 6.563   | 16,5 | 9       |
|                                                                                       | Alternative für Deutschland (AfD)                 | 2.548   | 6,4  | 3       |
|                                                                                       | Freie Demokratische Partei (FDP)                  | 1.860   | 4,7  | 2       |
|                                                                                       | Die Grafschafter                                  | 1.544   | 3,9  | 2       |
|                                                                                       | Die Linke (DIE LINKE)                             | 1.125   | 2,8  | 2       |
|                                                                                       | Die PARTEI                                        | 1.302   | 3,3  | 2       |
|                                                                                       | Freie Bürgerliste Moers (FBM)                     | 733     | 1,8  | 1       |
| Gesamt                                                                                | Gesamt                                            | 39.699  | 100  | 54      |
|                                                                                       |                                                   |         |      |         |
| Ungültige Stimmen                                                                     | Ungültige Stimmen                                 | 710     | 1,8  |         |
| Wähler                                                                                | Wähler                                            | 40.409  | 49,9 |         |
| Wahlberechtigte                                                                       | Wahlberechtigte                                   | 80.950  |      |         |
|                                                                                       |                                                   |         |      |         |
| Quellen: Statistisches Landesamt (s. 46, 218) – Die Landeswahlleiterin NW – Amtsblatt |                                                   |         |      |         |

#### Siegen
| Listen                                                                     | Listen                                            | Stimmen | %    | Mandate |
| -------------------------------------------------------------------------- | ------------------------------------------------- | ------- | ---- | ------- |
|                                                                            | Christlich Demokratische Union Deutschlands (CDU) | 12.366  | 31,3 | 22      |
|                                                                            | Sozialdemokratische Partei Deutschlands (SPD)     | 8.582   | 21,7 | 15      |
|                                                                            | Bündnis 90/Die Grünen (GRÜNE)                     | 6.704   | 16,9 | 12      |
|                                                                            | Unabhängige Wählergemeinschaft (UWG)              | 3.172   | 8,0  | 6       |
|                                                                            | Alternative für Deutschland (AfD)                 | 2.877   | 7,3  | 5       |
|                                                                            | Freie Demokratische Partei (FDP)                  | 2.481   | 6,3  | 4       |
|                                                                            | Die Linke (DIE LINKE)                             | 2.000   | 5,1  | 4       |
|                                                                            | Volt Deutschland (Volt)                           | 1.187   | 3,0  | 2       |
|                                                                            | Einzelbewerber                                    | 186     | 0,5  | –       |
| Gesamt                                                                     | Gesamt                                            | 39.555  | 100  | 70      |
|                                                                            |                                                   |         |      |         |
| Ungültige Stimmen                                                          | Ungültige Stimmen                                 | 553     | 1,4  |         |
| Wähler                                                                     | Wähler                                            | 40.108  | 49,8 |         |
| Wahlberechtigte                                                            | Wahlberechtigte                                   | 80.568  |      |         |
|                                                                            |                                                   |         |      |         |
| Quellen: Statistisches Landesamt (s. 183, 315) – Die Landeswahlleiterin NW |                                                   |         |      |         |

#### Gütersloh
| Listen                                                                                | Listen                                              | Stimmen | %    | Mandate |
| ------------------------------------------------------------------------------------- | --------------------------------------------------- | ------- | ---- | ------- |
|                                                                                       | Christlich Demokratische Union Deutschlands (CDU)   | 11.521  | 30,3 | 17      |
|                                                                                       | Bündnis 90/Die Grünen (GRÜNE)                       | 9.379   | 24,6 | 14      |
|                                                                                       | Sozialdemokratische Partei Deutschlands (SPD)       | 7.370   | 19,4 | 11      |
|                                                                                       | BfGT Bürger für Gütersloh e.V. (BfGT)               | 4.955   | 13,0 | 7       |
|                                                                                       | Alternative für Deutschland (AfD)                   | 1.757   | 4,6  | 3       |
|                                                                                       | Freie Demokratische Partei (FDP)                    | 1.227   | 3,2  | 2       |
|                                                                                       | Die Linke (DIE LINKE)                               | 986     | 2,6  | 1       |
|                                                                                       | Unabhängige Wählergemeinschaft e.V. Gütersloh (UWG) | 849     | 2,2  | 1       |
|                                                                                       | Einzelbewerber                                      | 11      | 0,0  | –       |
| Gesamt                                                                                | Gesamt                                              | 38.055  | 100  | 56      |
|                                                                                       |                                                     |         |      |         |
| Ungültige Stimmen                                                                     | Ungültige Stimmen                                   | 510     | 1,3  |         |
| Wähler                                                                                | Wähler                                              | 38.565  | 47,9 |         |
| Wahlberechtigte                                                                       | Wahlberechtigte                                     | 80.555  |      |         |
|                                                                                       |                                                     |         |      |         |
| Quellen: Statistisches Landesamt (s. 128, 276) – Die Landeswahlleiterin NW – Komm.ONE |                                                     |         |      |         |

### Hessen

#### Frankfurt am Main
| Listen                               | Listen                                                                | Stimmen    | %    | Mandate |
| ------------------------------------ | --------------------------------------------------------------------- | ---------- | ---- | ------- |
|                                      | Bündnis 90/Die Grünen (GRÜNE)                                         | 4.894.339  | 24,6 | 23      |
|                                      | Christlich Demokratische Union Deutschlands (CDU)                     | 4.361.942  | 21,9 | 20      |
|                                      | Sozialdemokratische Partei Deutschlands (SPD)                         | 3.385.017  | 17,0 | 16      |
|                                      | Die Linke (DIE LINKE)                                                 | 1.572.333  | 7,9  | 7       |
|                                      | Freie Demokratische Partei (FDP)                                      | 1.515.646  | 7,6  | 7       |
|                                      | Alternative für Deutschland (AfD)                                     | 902.412    | 4,5  | 4       |
|                                      | Volt Deutschland (Volt)                                               | 745.418    | 3,7  | 4       |
|                                      | Bürger für Frankfurt (BFF)                                            | 395.905    | 2,0  | 2       |
|                                      | Die PARTEI                                                            | 361.932    | 1,8  | 2       |
|                                      | Ökologische Linke – Antirassistische Liste (ÖkoLinX – ARL)            | 359.304    | 1,8  | 2       |
|                                      | Europa Liste für Frankfurt (ELF)                                      | 265.914    | 1,3  | 1       |
|                                      | Ich bin ein Frankfurter (IBF)                                         | 166.573    | 0,8  | 1       |
|                                      | Freie Wähler (FREIE WÄHLER)                                           | 162.122    | 0,8  | 1       |
|                                      | Bündnis für Innovation und Gerechtigkeit (BIG)                        | 128.846    | 0,6  | 1       |
|                                      | Gartenpartei Frankfurt am Main (Gartenpartei Ffm)                     | 126.991    | 0,6  | 1       |
|                                      | Piratenpartei Deutschland (PIRATEN)                                   | 123.772    | 0,6  | 1       |
|                                      | DAJ ZNAK Polnische Dialoginitiative für Frankfurt (DIALOG INITIATIVE) | 88.771     | 0,4  | –       |
|                                      | Die Frankfurter (dFfm)                                                | 73.026     | 0,4  | –       |
|                                      | Internationale Stimme Frankfurt (ISF)                                 | 61.772     | 0,3  | –       |
|                                      | Klimaliste                                                            | 61.526     | 0,3  | –       |
|                                      | Freie Partei Frankfurt (FPF)                                          | 40.621     | 0,2  | –       |
|                                      | Vereinte Demokraten (VD)                                              | 30.691     | 0,2  | –       |
|                                      | Die Sozialliberalen (SL)                                              | 18.563     | 0,1  | –       |
|                                      | Frankfurter Freie Wählergruppe (FFWG)                                 | 16.587     | 0,1  | –       |
|                                      | Rumänen für Frankfurt (RF)                                            | 15.884     | 0,1  | –       |
|                                      | Partei der Humanisten (Die Humanisten)                                | 11.680     | 0,1  | –       |
|                                      | Bulgarische Gemeinschaft Frankfurt (BGF)                              | 11.488     | 0,1  | –       |
|                                      | Wir Frankfurter (WF)                                                  | 9.627      | 0,0  | –       |
| Gesamt                               | Gesamt                                                                | 19.908.702 | 100  | 93      |
|                                      |                                                                       |            |      |         |
| Gültige Stimmzettel                  | Gültige Stimmzettel                                                   | 221.487    | –    |         |
| Ungültige Stimmzettel                | Ungültige Stimmzettel                                                 | 9.203      | 4,0  |         |
| Wähler                               | Wähler                                                                | 230.690    | 45,1 |         |
| Wahlberechtigte                      | Wahlberechtigte                                                       | 512.034    |      |         |
|                                      |                                                                       |            |      |         |
| Quellen: Statistik Hessen – Komm.ONE |                                                                       |            |      |         |

#### Kassel
| Listen                                | Listen                                            | Stimmen   | %    | Mandate |
| ------------------------------------- | ------------------------------------------------- | --------- | ---- | ------- |
|                                       | Bündnis 90/Die Grünen (GRÜNE)                     | 1.201.167 | 28,7 | 20      |
|                                       | Sozialdemokratische Partei Deutschlands (SPD)     | 1.028.529 | 24,6 | 17      |
|                                       | Christlich Demokratische Union Deutschlands (CDU) | 802.551   | 19,2 | 14      |
|                                       | Die Linke (DIE LINKE)                             | 469.800   | 11,2 | 8       |
|                                       | Freie Demokratische Partei (FDP)                  | 236.057   | 5,6  | 4       |
|                                       | Alternative für Deutschland (AfD)                 | 233.609   | 5,6  | 4       |
|                                       | Freie Wähler (FREIE WÄHLER)                       | 94.443    | 2,3  | 2       |
|                                       | Rettet die Bienen                                 | 77.703    | 1,9  | 1       |
|                                       | Die PARTEI                                        | 41.169    | 1,0  | 1       |
| Gesamt                                | Gesamt                                            | 4.185.028 | 100  | 71      |
|                                       |                                                   |           |      |         |
| Gültige Stimmzettel                   | Gültige Stimmzettel                               | 61.687    | –    |         |
| Ungültige Stimmzettel                 | Ungültige Stimmzettel                             | 2.765     | 4,3  |         |
| Wähler                                | Wähler                                            | 64.452    | 43,7 |         |
| Wahlberechtigte                       | Wahlberechtigte                                   | 147.462   |      |         |
|                                       |                                                   |           |      |         |
| Quellen: Statistik Hessen – Amtsblatt |                                                   |           |      |         |

#### Darmstadt
| Listen                               | Listen                                                                                       | Stimmen   | %    | Mandate |
| ------------------------------------ | -------------------------------------------------------------------------------------------- | --------- | ---- | ------- |
|                                      | Bündnis 90/Die Grünen (GRÜNE)                                                                | 1.152.072 | 27,4 | 20      |
|                                      | Sozialdemokratische Partei Deutschlands (SPD)                                                | 704.054   | 16,7 | 12      |
|                                      | Christlich Demokratische Union Deutschlands (CDU)                                            | 655.198   | 15,6 | 11      |
|                                      | Die Linke (DIE LINKE)                                                                        | 310.302   | 7,4  | 5       |
|                                      | Volt Deutschland (Volt)                                                                      | 289.217   | 6,9  | 5       |
|                                      | Unabhängige Fraktion Freier Bürger – Aufrecht, Spontan, Subkulturell, Eigensinnig (UFFBASSE) | 269.505   | 6,4  | 5       |
|                                      | Freie Demokratische Partei (FDP)                                                             | 234.412   | 5,6  | 4       |
|                                      | Alternative für Deutschland (AfD)                                                            | 192.121   | 4,6  | 3       |
|                                      | Unabhängige Wählervereinigung, hervorgegangen aus der IG-Abwasser (UWIGA)                    | 130.997   | 3,1  | 2       |
|                                      | Die PARTEI                                                                                   | 90.363    | 2,1  | 2       |
|                                      | Wählergemeinschaft Darmstadt (WGD)                                                           | 85.390    | 2,0  | 1       |
|                                      | Freie Wähler (FREIE WÄHLER)                                                                  | 79.349    | 1,9  | 1       |
|                                      | Teilhabe in Darmstadt                                                                        | 13.696    | 0,3  | –       |
| Gesamt                               | Gesamt                                                                                       | 4.206.676 | 100  | 71      |
|                                      |                                                                                              |           |      |         |
| Gültige Stimmzettel                  | Gültige Stimmzettel                                                                          | 60.936    | –    |         |
| Ungültige Stimmzettel                | Ungültige Stimmzettel                                                                        | 2.024     | 3,2  |         |
| Wähler                               | Wähler                                                                                       | 62.960    | 54,7 |         |
| Wahlberechtigte                      | Wahlberechtigte                                                                              | 115.119   |      |         |
|                                      |                                                                                              |           |      |         |
| Quellen: Statistik Hessen – Komm.ONE |                                                                                              |           |      |         |

#### Offenbach am Main
| Listen                               | Listen                                            | Stimmen   | %    | Mandate |
| ------------------------------------ | ------------------------------------------------- | --------- | ---- | ------- |
|                                      | Sozialdemokratische Partei Deutschlands (SPD)     | 609.634   | 28,4 | 20      |
|                                      | Christlich Demokratische Union Deutschlands (CDU) | 388.842   | 18,1 | 13      |
|                                      | Bündnis 90/Die Grünen (GRÜNE)                     | 389.921   | 18,1 | 10      |
|                                      | Die Linke (DIE LINKE)                             | 183.044   | 8,5  | 6       |
|                                      | Alternative für Deutschland (AfD)                 | 157.005   | 7,3  | 5       |
|                                      | Freie Demokratische Partei (FDP)                  | 134.243   | 6,2  | 4       |
|                                      | Freie Wähler (FREIE WÄHLER)                       | 91.382    | 4,3  | 3       |
|                                      | Forum Neues Offenbach (FNO)                       | 57.422    | 2,7  | 2       |
|                                      | Piratenpartei Deutschland (PIRATEN)               | 46.472    | 2,2  | 2       |
|                                      | Die PARTEI                                        | 34.986    | 1,6  | 1       |
|                                      | Junges Offenbach (JO)                             | 28.464    | 1,3  | 1       |
|                                      | Bündnis für Innovation und Gerechtigkeit (BIG)    | 27.710    | 1,3  | 1       |
| Gesamt                               | Gesamt                                            | 2.149.125 | 100  | 71      |
|                                      |                                                   |           |      |         |
| Gültige Stimmzettel                  | Gültige Stimmzettel                               | 32.393    | –    |         |
| Ungültige Stimmzettel                | Ungültige Stimmzettel                             | 1.305     | 3,9  |         |
| Wähler                               | Wähler                                            | 33.698    | 35,5 |         |
| Wahlberechtigte                      | Wahlberechtigte                                   | 94.827    |      |         |
|                                      |                                                   |           |      |         |
| Quellen: Statistik Hessen – Komm.ONE |                                                   |           |      |         |

### Niedersachsen

#### Braunschweig
| Listen                      | Listen                                            | Stimmen | %    | Mandate |
| --------------------------- | ------------------------------------------------- | ------- | ---- | ------- |
|                             | Sozialdemokratische Partei Deutschlands (SPD)     | 93.546  | 86,7 | 16      |
|                             | Bündnis 90/Die Grünen (GRÜNE)                     | 71.880  | 66,6 | 12      |
|                             | Christlich Demokratische Union Deutschlands (CDU) | 69.670  | 64,6 | 12      |
|                             | Freie Demokratische Partei (FDP)                  | 18.704  | 17,3 | 3       |
|                             | Bürgerinitiative Braunschweig (BIBS)              | 16.778  | 15,6 | 3       |
|                             | Alternative für Deutschland (AfD)                 | 13.512  | 12,5 | 2       |
|                             | Die Linke (DIE LINKE)                             | 12.428  | 11,5 | 2       |
|                             | Volt Deutschland (Volt)                           | 6.467   | 6,0  | 1       |
|                             | Die PARTEI                                        | 6.302   | 5,8  | 1       |
|                             | Piratenpartei Deutschland (PIRATEN)               | 3.261   | 3,0  | 1       |
|                             | Basisdemokratische Partei Deutschland (dieBasis)  | 2.999   | 2,8  | 1       |
|                             | Bündnis für Innovation und Gerechtigkeit (BIG)    | 1.646   | 1,5  | –       |
| Gesamt                      | Gesamt                                            | 107.850 | 100  | 54      |
|                             |                                                   |         |      |         |
| Gültige Stimmzettel         | Gültige Stimmzettel                               | 106.244 | –    |         |
| Ungültige Stimmzettel       | Ungültige Stimmzettel                             | 3.212   | 2,9  |         |
| Wähler                      | Wähler                                            | 109.456 | 55,4 |         |
| Wahlberechtigte             | Wahlberechtigte                                   | 197.728 |      |         |
|                             |                                                   |         |      |         |
| Quellen: Stadt Braunschweig |                                                   |         |      |         |

#### Oldenburg (Oldb)
| Listen                          | Listen                                            | Stimmen | %    | Mandate |
| ------------------------------- | ------------------------------------------------- | ------- | ---- | ------- |
|                                 | Bündnis 90/Die Grünen (GRÜNE)                     | 65.641  | 31,2 | 16      |
|                                 | Sozialdemokratische Partei Deutschlands (SPD)     | 61.032  | 29,0 | 15      |
|                                 | Christlich Demokratische Union Deutschlands (CDU) | 37.430  | 17,8 | 9       |
|                                 | Die Linke (DIE LINKE)                             | 16.750  | 8,0  | 4       |
|                                 | Freie Demokratische Partei (FDP)                  | 11.169  | 5,3  | 3       |
|                                 | Alternative für Deutschland (AfD)                 | 5.727   | 2,7  | 1       |
|                                 | Volt Deutschland (Volt)                           | 5.537   | 2,6  | 1       |
|                                 | Piratenpartei Deutschland (PIRATEN)               | 2.890   | 1,4  | 1       |
|                                 | Wählergemeinschaft für Oldenburg (WFO)            | 1.838   | 0,9  | –       |
|                                 | Basisdemokratische Partei Deutschland (dieBasis)  | 1.799   | 0,9  | –       |
|                                 | Einzelbewerber                                    | 634     | 0,3  | –       |
| Gesamt                          | Gesamt                                            | 210.447 | 100  | 50      |
|                                 |                                                   |         |      |         |
| Gültige Stimmzettel             | Gültige Stimmzettel                               | 71.700  | –    |         |
| Ungültige Stimmzettel           | Ungültige Stimmzettel                             | 1.023   | 1,4  |         |
| Wähler                          | Wähler                                            | 72.723  | 53,8 |         |
| Wahlberechtigte                 | Wahlberechtigte                                   | 135.173 |      |         |
|                                 |                                                   |         |      |         |
| Quellen: Stadt Oldenburg (Oldb) |                                                   |         |      |         |

#### Osnabrück
| Listen                              | Listen                                               | Stimmen | %    | Mandate |
| ----------------------------------- | ---------------------------------------------------- | ------- | ---- | ------- |
|                                     | Bündnis 90/Die Grünen (GRÜNE)                        | 59.277  | 29,2 | 14      |
|                                     | Christlich Demokratische Union Deutschlands (CDU)    | 52.030  | 25,6 | 13      |
|                                     | Sozialdemokratische Partei Deutschlands (SPD)        | 47.375  | 23,3 | 12      |
|                                     | Freie Demokratische Partei (FDP)                     | 12.979  | 6,4  | 3       |
|                                     | Die Linke (DIE LINKE)                                | 9.405   | 4,6  | 2       |
|                                     | Bund Osnabrücker Bürger e. V. (BOB)                  | 7.093   | 3,5  | 2       |
|                                     | Alternative für Deutschland (AfD)                    | 3.888   | 1,9  | 1       |
|                                     | Die PARTEI                                           | 3.286   | 1,6  | 1       |
|                                     | Volt Deutschland (Volt)                              | 2.882   | 1,4  | 1       |
|                                     | Unabhängige Wählergemeinschaft Osnabrück-Stadt (UWG) | 2.535   | 1,2  | 1       |
|                                     | Basisdemokratische Partei Deutschland (dieBasis)     | 1.427   | 0,7  | –       |
|                                     | Einzelbewerber                                       | 758     | 0,4  | –       |
| Gesamt                              | Gesamt                                               | 202.935 | 100  | 50      |
|                                     |                                                      |         |      |         |
| Gültige Stimmzettel                 | Gültige Stimmzettel                                  | 69.026  | –    |         |
| Ungültige Stimmzettel               | Ungültige Stimmzettel                                | 1.041   | 1,5  |         |
| Wähler                              | Wähler                                               | 70.067  | 53,4 |         |
| Wahlberechtigte                     | Wahlberechtigte                                      | 131.323 |      |         |
|                                     |                                                      |         |      |         |
| Quellen: Stadt Osnabrück – Komm.ONE |                                                      |         |      |         |

#### Wolfsburg
| Listen                                              | Listen                                                        | Stimmen | %    | Mandate |
| --------------------------------------------------- | ------------------------------------------------------------- | ------- | ---- | ------- |
|                                                     | Sozialdemokratische Partei Deutschlands (SPD)                 | 45.212  | 30,5 | 14      |
|                                                     | Christlich Demokratische Union Deutschlands (CDU)             | 41.277  | 27,8 | 13      |
|                                                     | Parteipolitisch Unabhängige Gemeinschaft Wolfsburg e.V. (PUG) | 20.715  | 14,0 | 7       |
|                                                     | Bündnis 90/Die Grünen (GRÜNE)                                 | 15.692  | 10,6 | 5       |
|                                                     | Alternative für Deutschland (AfD)                             | 8.850   | 6,0  | 3       |
|                                                     | Freie Demokratische Partei (FDP)                              | 7.624   | 5,1  | 2       |
|                                                     | Die Linke (DIE LINKE)                                         | 4.222   | 2,8  | 1       |
|                                                     | Volt Deutschland (Volt)                                       | 1.321   | 0,9  | 1       |
|                                                     | Basisdemokratische Partei Deutschland (dieBasis)              | 1.277   | 0,9  | –       |
|                                                     | Ökologisch-Demokratische Partei (ÖDP)                         | 926     | 0,6  | –       |
|                                                     | WIND Wählergemeinschaft Wolfsburg (WIND)                      | 781     | 0,5  | –       |
|                                                     | Bürger. Gemeinschaft. Wendschott. – Wolfsburg (B.G.W.)        | 410     | 0,3  | –       |
|                                                     | Einzelbewerber                                                | 36      | 0,0  | –       |
| Gesamt                                              | Gesamt                                                        | 148.343 | 100  | 46      |
|                                                     |                                                               |         |      |         |
| Gültige Stimmzettel                                 | Gültige Stimmzettel                                           | 50.718  | –    |         |
| Ungültige Stimmzettel                               | Ungültige Stimmzettel                                         | 842     | 1,6  |         |
| Wähler                                              | Wähler                                                        | 51.560  | 53,5 |         |
| Wahlberechtigte                                     | Wahlberechtigte                                               | 96.417  |      |         |
|                                                     |                                                               |         |      |         |
| Quellen: Amtsblatt für die Stadt Wolfsburg (s. 878) |                                                               |         |      |         |

#### Göttingen
| Listen                                            | Listen                                                    | Stimmen | %    | Mandate |
| ------------------------------------------------- | --------------------------------------------------------- | ------- | ---- | ------- |
|                                                   | Bündnis 90/Die Grünen (GRÜNE)                             | 41.586  | 30,8 | 14      |
|                                                   | Sozialdemokratische Partei Deutschlands (SPD)             | 33.810  | 25,0 | 11      |
|                                                   | Christlich Demokratische Union Deutschlands (CDU)         | 31.235  | 23,1 | 11      |
|                                                   | Wähler*innengemeinschaft Göttinger Linke (GöLinke)        | 10.376  | 7,7  | 4       |
|                                                   | Freie Demokratische Partei (FDP)                          | 7.429   | 5,5  | 3       |
|                                                   | Die PARTEI                                                | 3.817   | 2,8  | 1       |
|                                                   | Bündnis für nachhaltige Stadtentwicklung Göttingen (BfnS) | 1.989   | 1,5  | 1       |
|                                                   | Volt Deutschland (Volt)                                   | 1.618   | 1,2  | 1       |
|                                                   | Piratenpartei Deutschland (PIRATEN)                       | 1.293   | 1,0  | –       |
|                                                   | Wählergruppe Klimaliste Göttingen e.V. (KLG)              | 1.143   | 0,8  | –       |
|                                                   | Basisdemokratische Partei Deutschland (dieBasis)          | 634     | 0,5  | –       |
|                                                   | Einzelbewerber                                            | 186     | 0,1  | –       |
| Gesamt                                            | Gesamt                                                    | 135.116 | 100  | 46      |
|                                                   |                                                           |         |      |         |
| Gültige Stimmzettel                               | Gültige Stimmzettel                                       | 45.693  | –    |         |
| Ungültige Stimmzettel                             | Ungültige Stimmzettel                                     | 864     | 1,9  |         |
| Wähler                                            | Wähler                                                    | 46.557  | 51,3 |         |
| Wahlberechtigte                                   | Wahlberechtigte                                           | 90.831  |      |         |
|                                                   |                                                           |         |      |         |
| Quellen: Stadt Göttingen (s. 8) – Komm.ONE – vgl. |                                                           |         |      |         |

#### Salzgitter
| Listen                                   | Listen                                            | Stimmen | %    | Mandate |
| ---------------------------------------- | ------------------------------------------------- | ------- | ---- | ------- |
|                                          | Sozialdemokratische Partei Deutschlands (SPD)     | 36.711  | 35,0 | 16      |
|                                          | Christlich Demokratische Union Deutschlands (CDU) | 31.277  | 29,8 | 14      |
|                                          | Alternative für Deutschland (AfD)                 | 10.982  | 10,5 | 5       |
|                                          | Bündnis 90/Die Grünen (GRÜNE)                     | 8.871   | 8,5  | 4       |
|                                          | Freie Demokratische Partei (FDP)                  | 5.224   | 5,0  | 2       |
|                                          | Die Linke (DIE LINKE)                             | 4.012   | 3,8  | 2       |
|                                          | Freie Wähler (FREIE WÄHLER)                       | 2.704   | 2,6  | 1       |
|                                          | Mündige Bürger Salzgitter (MBS)                   | 2.673   | 2,6  | 1       |
|                                          | Die PARTEI                                        | 1.662   | 1,6  | 1       |
|                                          | Die Unabhängige Gemeinschaft (DUG)                | 199     | 0,2  | –       |
|                                          | Basisdemokratische Partei Deutschland (dieBasis)  | 182     | 0,2  | –       |
|                                          | Einzelbewerber                                    | 308     | 0,3  | –       |
| Gesamt                                   | Gesamt                                            | 104.805 | 100  | 46      |
|                                          |                                                   |         |      |         |
| Gültige Stimmzettel                      | Gültige Stimmzettel                               | 36.172  | –    |         |
| Ungültige Stimmzettel                    | Ungültige Stimmzettel                             | 798     | 2,2  |         |
| Wähler                                   | Wähler                                            | 36.970  | 48,1 |         |
| Wahlberechtigte                          | Wahlberechtigte                                   | 76.860  |      |         |
|                                          |                                                   |         |      |         |
| Quellen: Statistik NS – Stadt Salzgitter |                                                   |         |      |         |

#### Hildesheim
| Listen                                             | Listen                                                 | Stimmen | %    | Mandate |
| -------------------------------------------------- | ------------------------------------------------------ | ------- | ---- | ------- |
|                                                    | Christlich Demokratische Union Deutschlands (CDU)      | 32.233  | 27,0 | 13      |
|                                                    | Sozialdemokratische Partei Deutschlands (SPD)          | 31.923  | 26,7 | 12      |
|                                                    | Bündnis 90/Die Grünen (GRÜNE)                          | 29.015  | 24,3 | 11      |
|                                                    | Freie Demokratische Partei (FDP)                       | 5.960   | 5,0  | 2       |
|                                                    | Die Unabhängigen in Hildesheim (Die Unabhängigen)      | 5.265   | 4,4  | 2       |
|                                                    | Die Linke (DIE LINKE)                                  | 4.950   | 4,1  | 2       |
|                                                    | Alternative für Deutschland (AfD)                      | 4.876   | 4,1  | 2       |
|                                                    | Die PARTEI                                             | 2.858   | 2,4  | 1       |
|                                                    | Interkulturelle Liga Hildesheim (INTERKULTURELLE LIGA) | 1.646   | 1,4  | 1       |
|                                                    | Freie Wähler (FREIE WÄHLER)                            | 712     | 0,6  | –       |
|                                                    | Einzelbewerber                                         | 76      | 0,1  | –       |
| Gesamt                                             | Gesamt                                                 | 119.514 | 100  | 46      |
|                                                    |                                                        |         |      |         |
| Gültige Stimmzettel                                | Gültige Stimmzettel                                    | 40.800  | –    |         |
| Ungültige Stimmzettel                              | Ungültige Stimmzettel                                  | 739     | 1,8  |         |
| Wähler                                             | Wähler                                                 | 41.539  | 52,4 |         |
| Wahlberechtigte                                    | Wahlberechtigte                                        | 79.315  |      |         |
|                                                    |                                                        |         |      |         |
| Quellen: Stadt Hildesheim (s. 1, 12-13) – Komm.ONE |                                                        |         |      |         |

### Schleswig-Holstein

#### Lübeck
| Listen                                                                  | Listen                                             | Stimmen | %    | Mandate |
| ----------------------------------------------------------------------- | -------------------------------------------------- | ------- | ---- | ------- |
|                                                                         | Christlich Demokratische Union Deutschlands (CDU)  | 17.041  | 23,9 | 12      |
|                                                                         | Sozialdemokratische Partei Deutschlands (SPD)      | 16.375  | 23,0 | 11      |
|                                                                         | Bündnis 90/Die Grünen (GRÜNE)                      | 16.104  | 22,6 | 11      |
|                                                                         | Alternative für Deutschland (AfD)                  | 6.118   | 8,6  | 4       |
|                                                                         | Freie Demokratische Partei (FDP)                   | 4.027   | 5,6  | 3       |
|                                                                         | Die Linke (DIE LINKE)                              | 2.226   | 3,1  | 2       |
|                                                                         | Grün+alternativ+links e.V. (GAL)                   | 2.041   | 2,9  | 1       |
|                                                                         | Bürger für Lübeck (BfL)                            | 1.617   | 2,3  | 1       |
|                                                                         | Die Unabhängigen                                   | 1.525   | 2,1  | 1       |
|                                                                         | Die PARTEI                                         | 1.268   | 1,8  | 1       |
|                                                                         | Freie Wähler (FREIE WÄHLER)                        | 1.265   | 1,8  | 1       |
|                                                                         | Volt Deutschland (Volt)                            | 1.071   | 1,5  | 1       |
|                                                                         | Basisdemokratische Partei Deutschland (dieBasis)   | 522     | 0,7  | –       |
|                                                                         | Deutsche Kommunistische Partei (DKP)               | 38      | 0,1  | –       |
|                                                                         | Partei Mensch Umwelt Tierschutz (Tierschutzpartei) | 27      | 0,0  | –       |
|                                                                         | Partei der Humanisten (Die Humanisten)             | 18      | 0,0  | –       |
|                                                                         | Piratenpartei Deutschland (PIRATEN)                | 12      | 0,0  | –       |
| Gesamt                                                                  | Gesamt                                             | 71.295  | 100  | 49      |
|                                                                         |                                                    |         |      |         |
| Ungültige Stimmen                                                       | Ungültige Stimmen                                  | 943     | 1,3  |         |
| Wähler                                                                  | Wähler                                             | 72.238  | 41,6 |         |
| Wahlberechtigte                                                         | Wahlberechtigte                                    | 173.810 |      |         |
|                                                                         |                                                    |         |      |         |
| Quellen: Bekanntmachung des endgültigen Ergebnisses – Hansestadt Lübeck |                                                    |         |      |         |